# Audi 100 III
Cet article concerne la troisième génération de l’Audi 100. Pour des informations générales sur l’Audi 100, consultez Audi 100.
L'Audi 100 C3, également familièrement appelée Type 44 en interne, était un modèle de véhicule de la catégorie grande routière d'Audi NSU Auto Union AG (Audi AG à partir de 1985).
L'Audi 100 C3 présentait une carrosserie particulièrement profilée, c'était la pionnière de la transmission intégrale permanente "quattro" dans la catégorie des grandes routières et elle était la première voiture de production en série du groupe Volkswagen à introduire le moteur diesel TDI à injection directe et turbocompresseur. Lors du développement de l'Audi 100 C3, l'accent a été principalement mis sur l'économie, la haute qualité des produits et la longévité du véhicule. Ferdinand Piëch était chargé du développement technique de l'Audi 100 C3,. Le design provient de Hartmut Warkuß. Aujourd'hui, l'Audi 100 C3 est un exemple du début du développement d'Audi en tant que marque haut de gamme axée sur la technologie,,,.

## Historique du modèle

### Développement
Les premières activités de développement de la C3 sont repoussées jusqu'en 1977 à l'initiative de Ferdinand Piëch, qui voit dans la C3 une brique essentielle au positionnement haut de gamme d'Audi. La technologie a été largement reprise de l'Audi 100 C2 (Type 43), qui était construite depuis août 1976; le design extérieur de la nouvelle Audi, qui est fortement influencé par les paramètres aérodynamiques, était un problème clé pour atteindre une valeur cx supérieure à la moyenne ciblée. Les développeurs utilisèrent intensivement la soufflerie de Volkswagen à Wolfsburg.
En 1979, le design de la C3 a finalement été défini avec le membre du conseil d'administration de Volkswagen, Toni Schmücker, et le patron du design d'Audi, Hartmut Warkuß, après quoi seuls des détails ont été modifiés : un design interne a prévalu sur deux modèles alternatifs, dont un de Giorgetto Giugiaro et l'autre du designer Audi Martin Smith. La conception alternative de Smith pour la C3 a finalement été réalisée en 1981 avec l'Audi Forschungsauto.
L'Audi Forschungsauto, présentée au Salon de l'automobile de Francfort 1981, a entre-temps dévoilé pour la première fois au public de nombreuses caractéristiques de la C3 définitive.

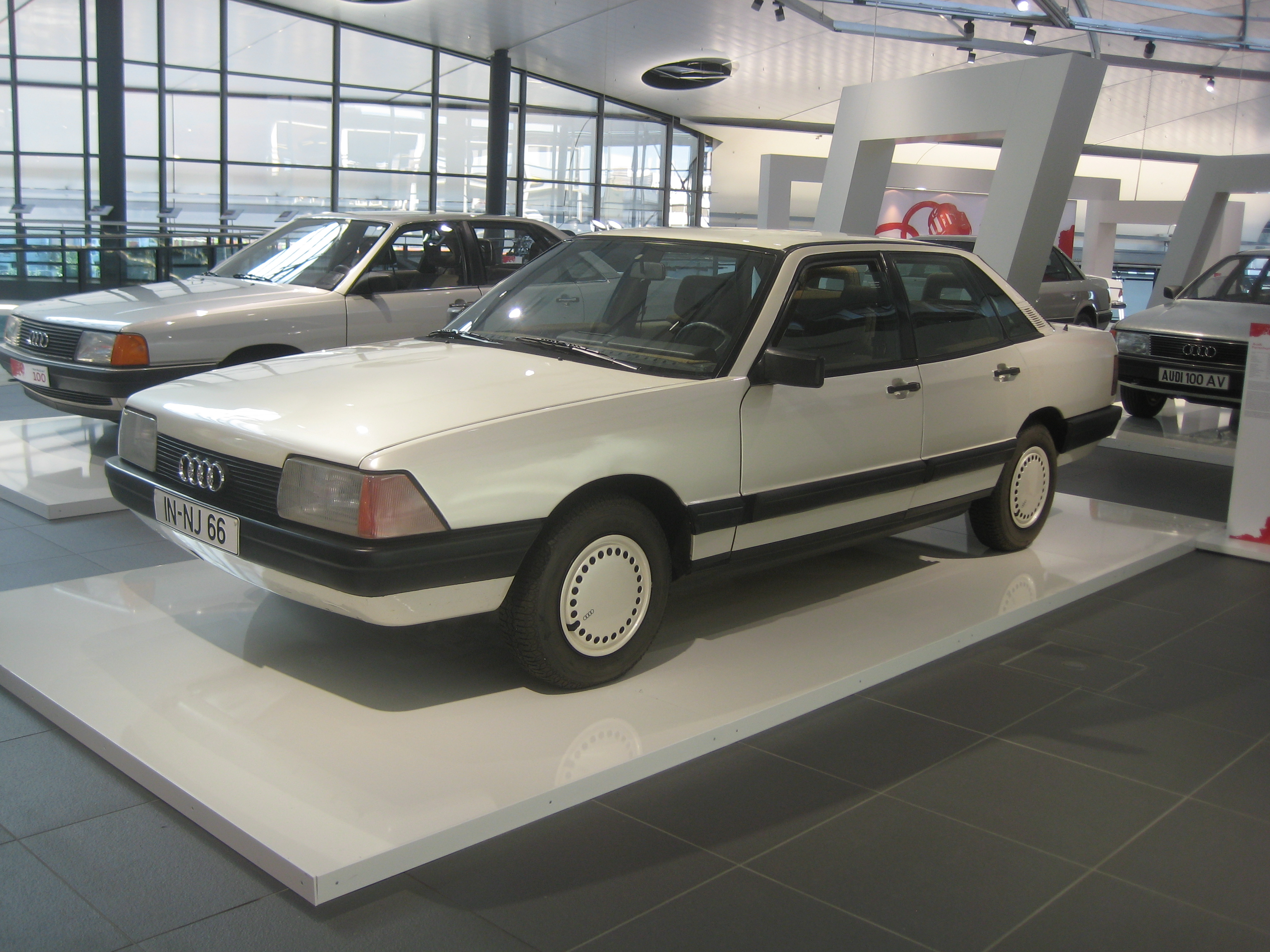
Audi Forschungsauto, vue avant
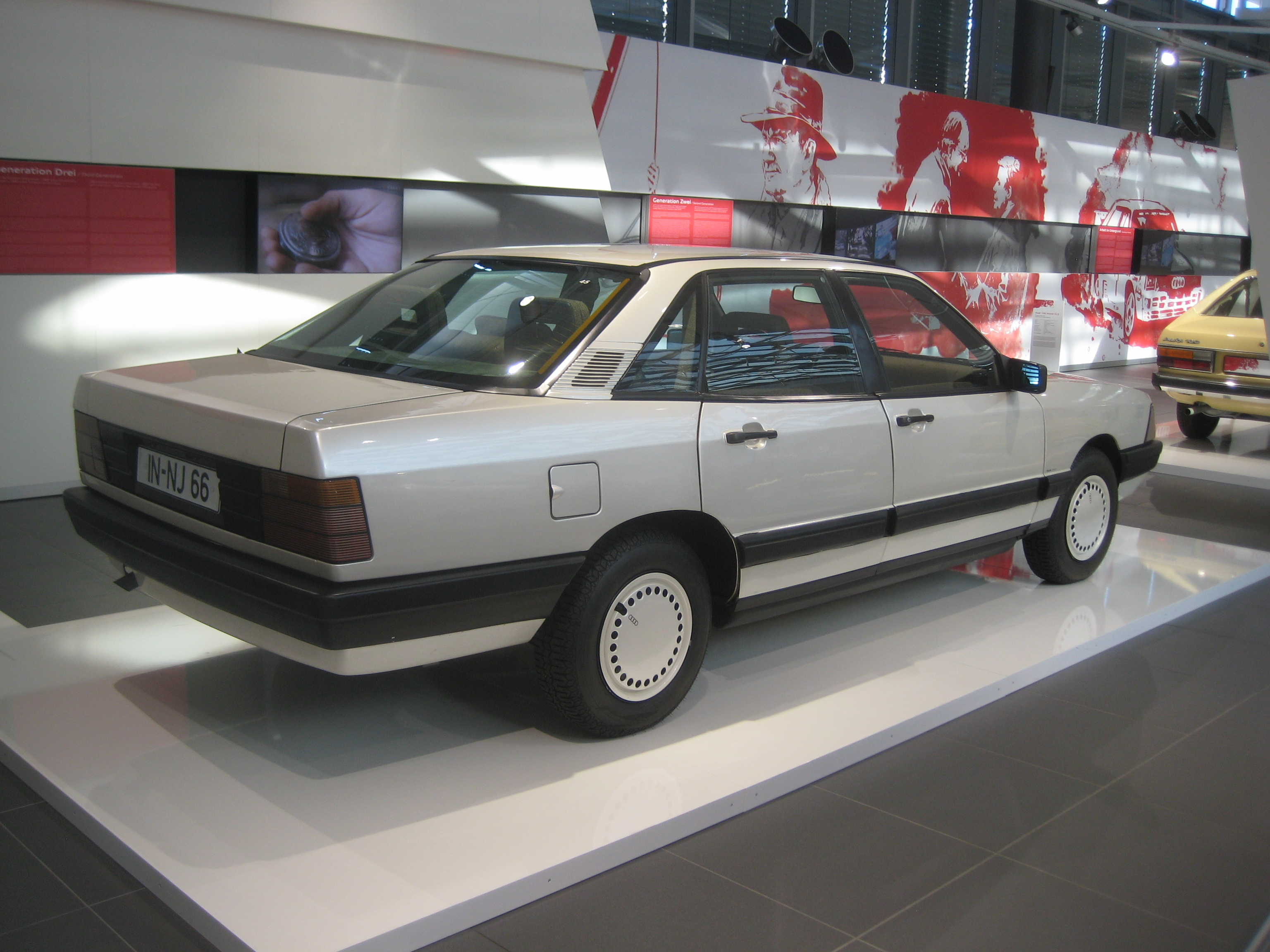
Vue arrière

### Lancement
En août 1982, l'Audi 100 C3 arrive enfin sur le marché. Au début des années 1980, la voiture aux vitres surélevées encastrées et au coefficient de traînée (cx) de 0,30 était considérée comme le véhicule de série le plus aérodynamique de l'époque et a reçu de nombreuses récompenses. Le langage de conception innovant et les détails techniques ont représenté une impulsion formatrice pour la conception automobile dans les années 1980. En raison de sa construction légère et de sa faible résistance à l'air, la voiture consommait moins de carburant que les véhicules comparables de l'époque. En août 1983 ont suivi le break à hayon "Avant" et l'Audi 200 avec la carrosserie et le châssis de l'Audi 100, mais avec un moteur plus puissant et un meilleur équipement. Par rapport à son prédécesseur, le concept de berline à hayon du premier modèle Avant de 1977 a été déplacé au profit d'une variante break plus typique.
Comme annoncé par Audi au début des années 1980, tous les véhicules sont progressivement proposés avec une transmission intégrale : les versions «quattro» sont disponibles à partir de novembre 1984. La transmission intégrale permanente était équipée d'un différentiel central. Dans une publicité de l'époque, bien connue, une telle voiture monte un tremplin de saut à ski enneigé. Le spot a ensuite été répété avec l'Audi A6. Pendant le tournage des publicités, les voitures gravissaient la pente par leurs propres moyens et n'étaient sécurisées qu'avec un câble métallique.
Dès le milieu des années 1980, des expériences sont également menées avec des carrosseries en aluminium, qui équipent les prototypes de l'Audi 100. Cependant, le passage à la production en série de ce genre de carrosserie n'a été achevé qu'avec la dernière Audi A8 et sa carrosserie dite "space frame".

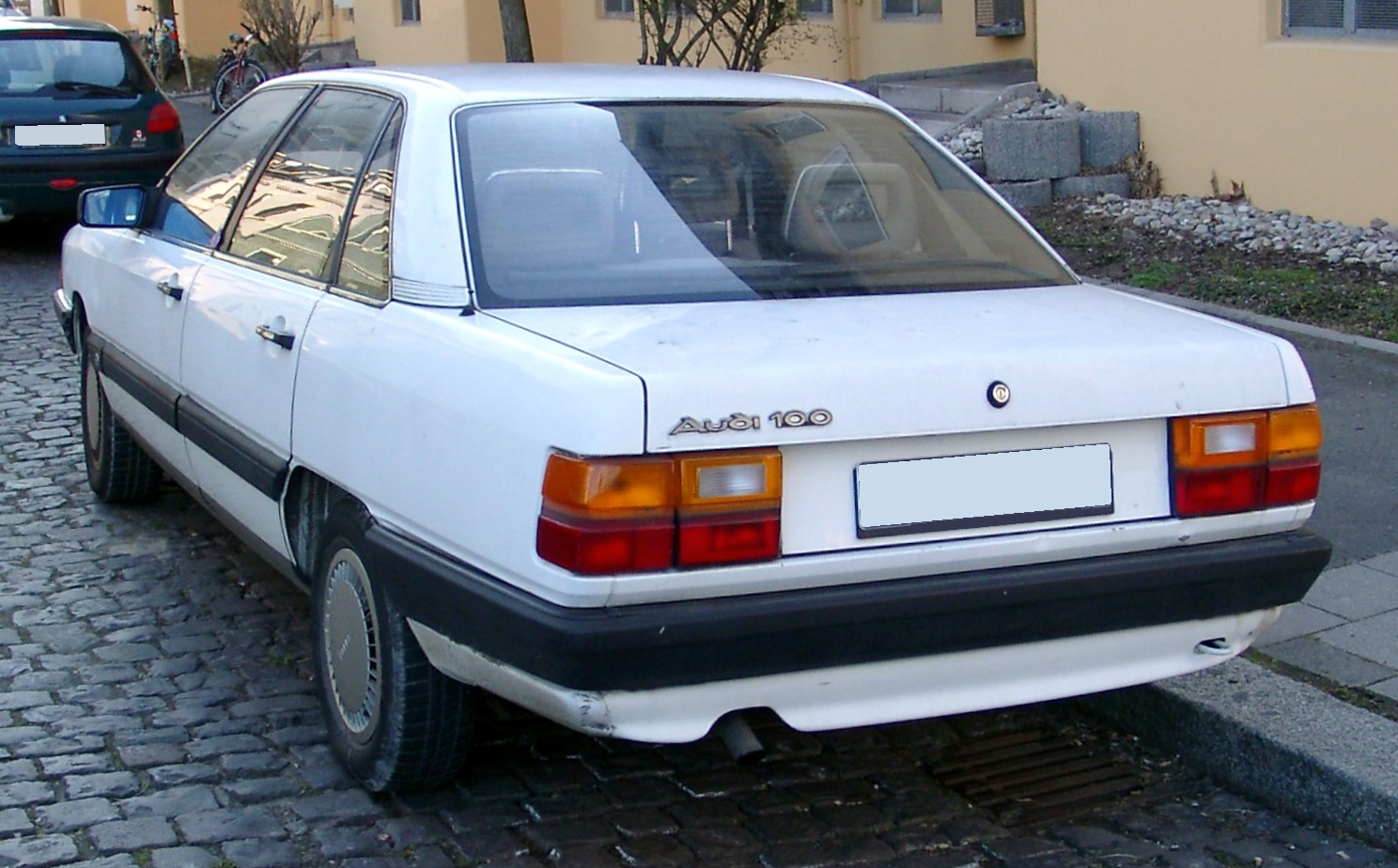
Vue arrière (1982–1985)
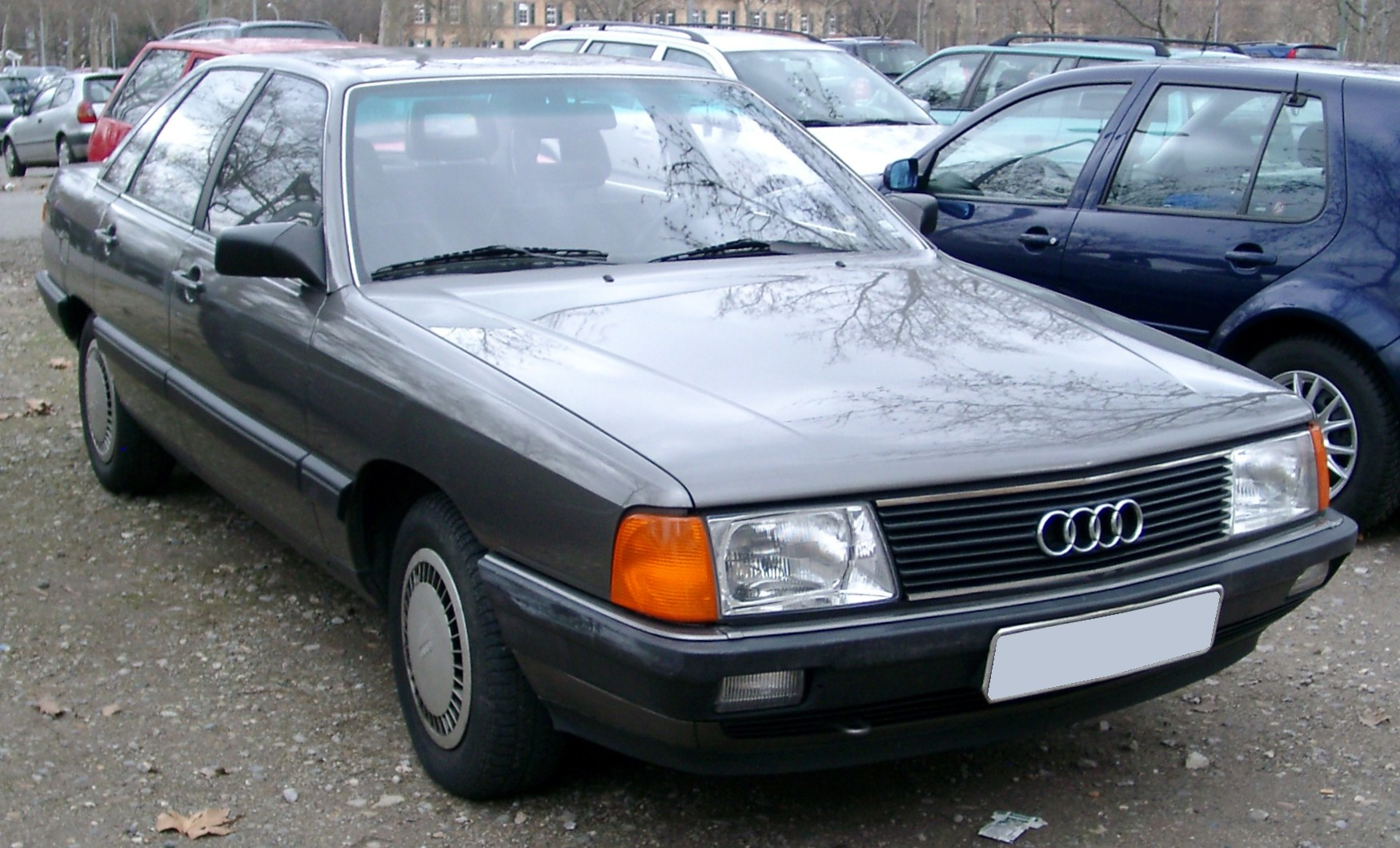
Audi 100 CC, (1982–1988)
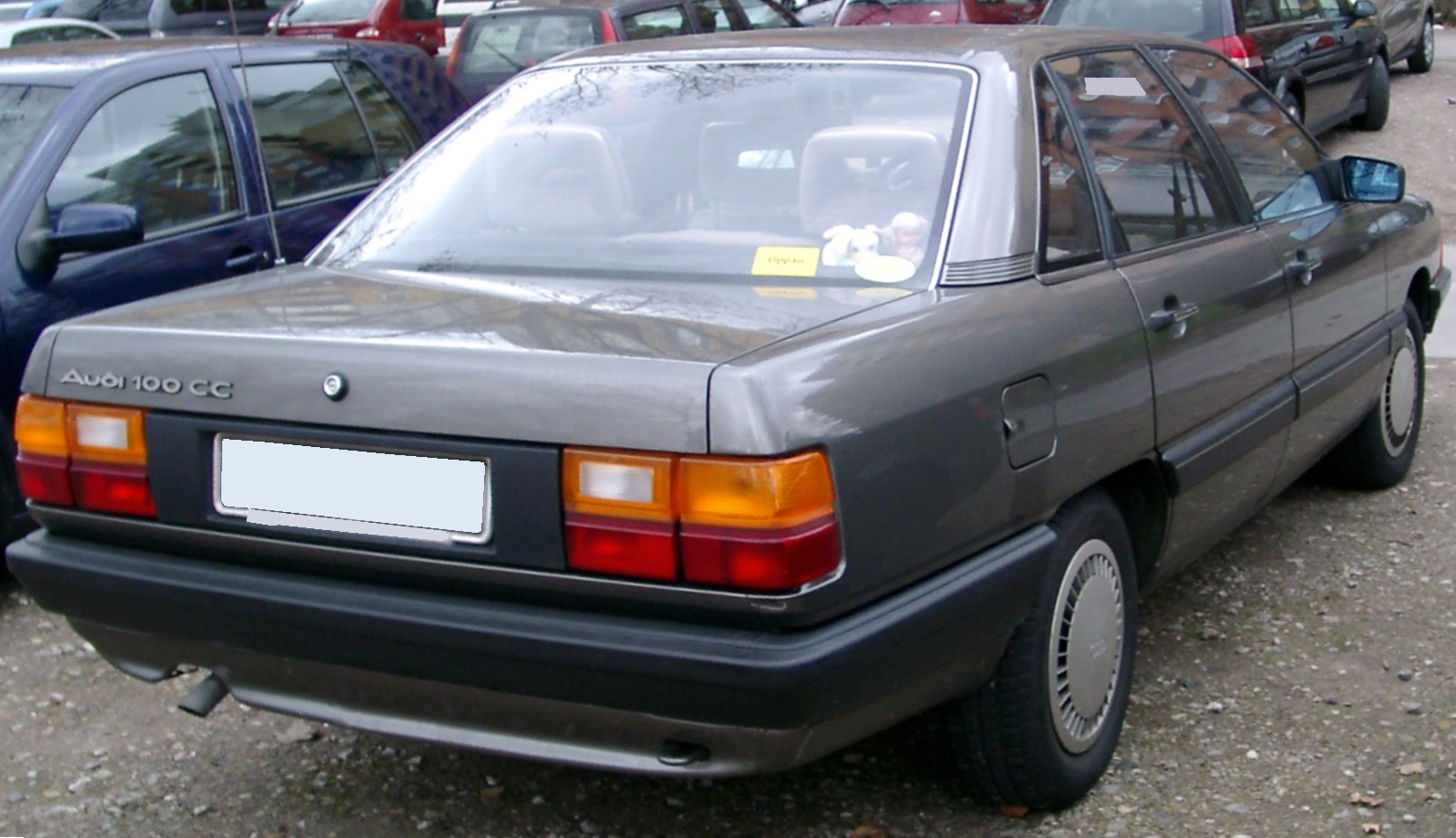
Audi 100 CC, vue arrière (1982–1988)
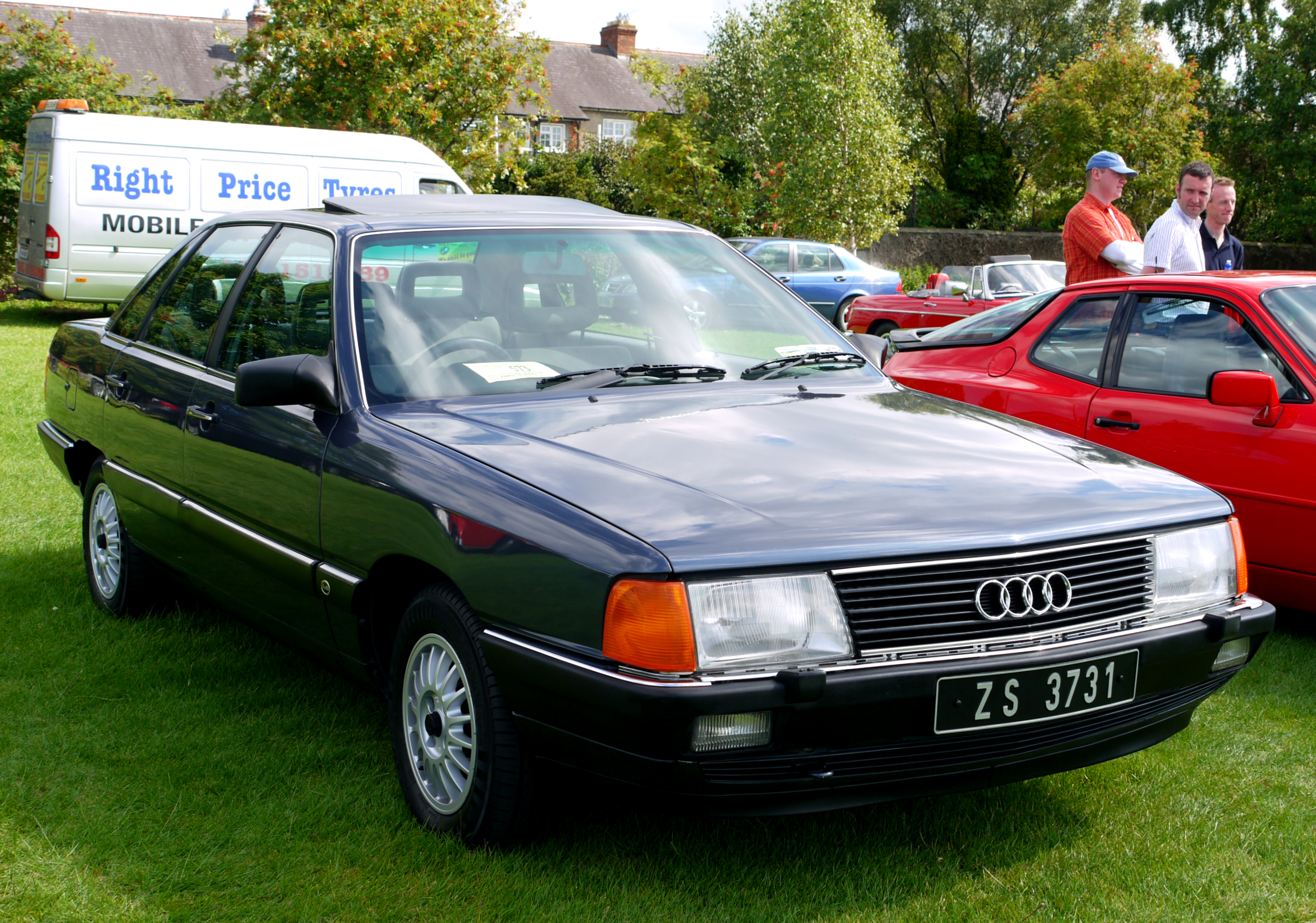
Audi 100 CS (1985–1988)
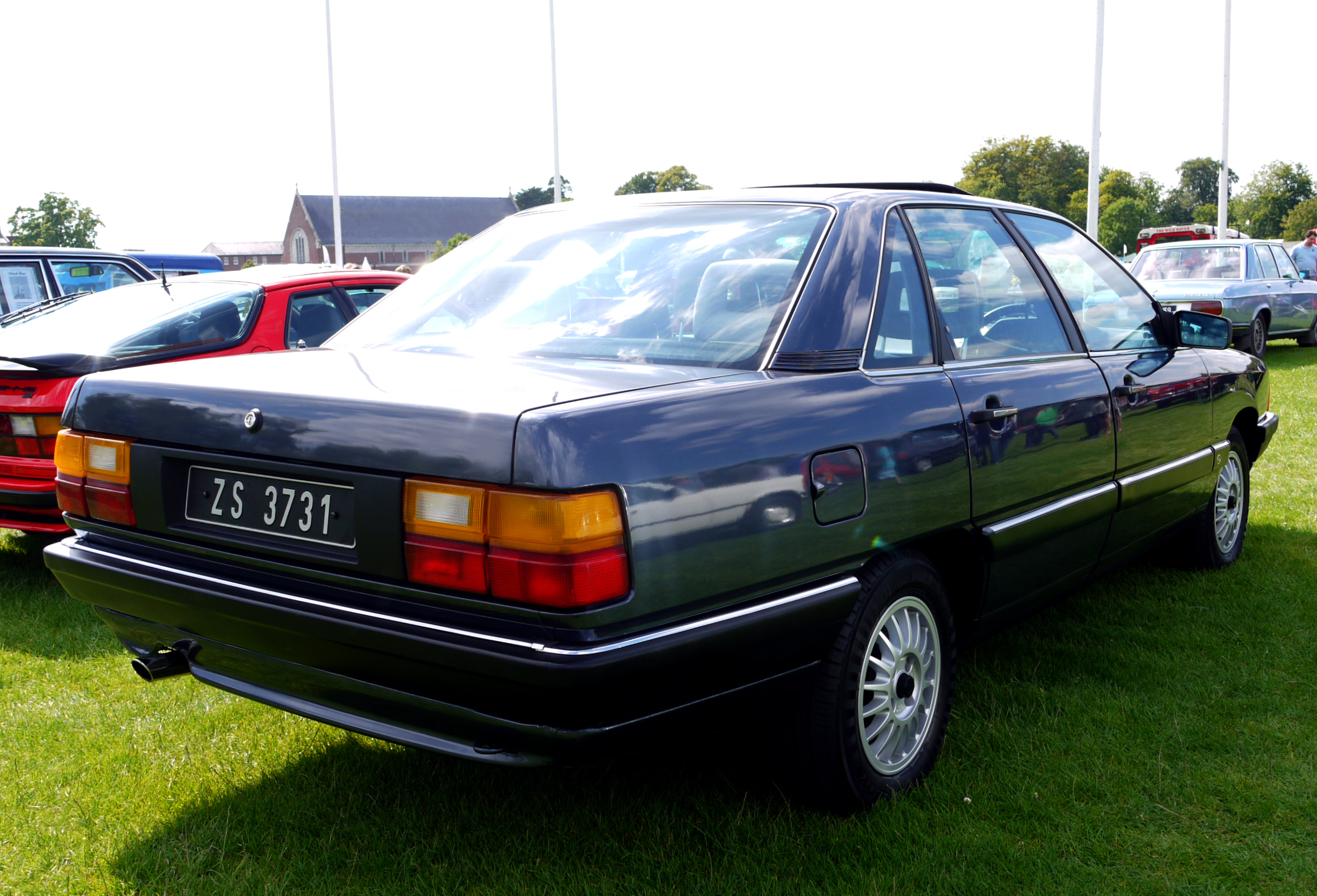
Audi 100 CS, vue arrière (1985–1988)
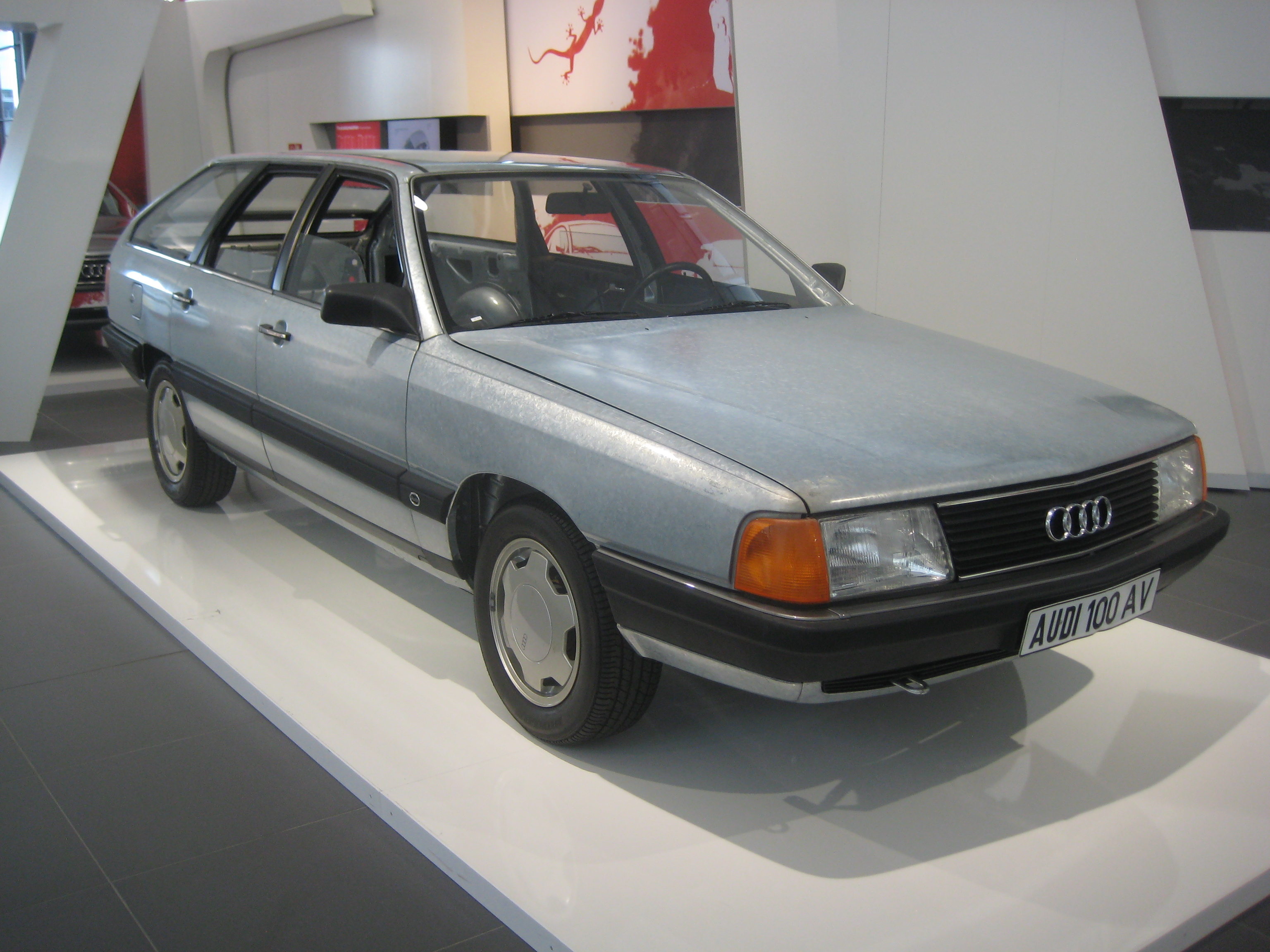
Audi 100 Avant (1983–1988)
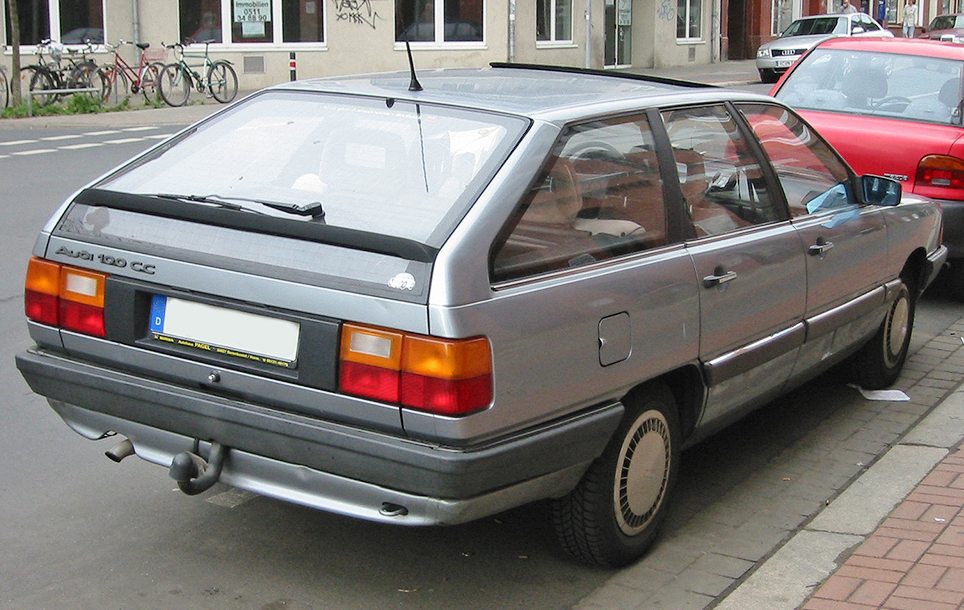
Audi 100 Avant (1983–1988)
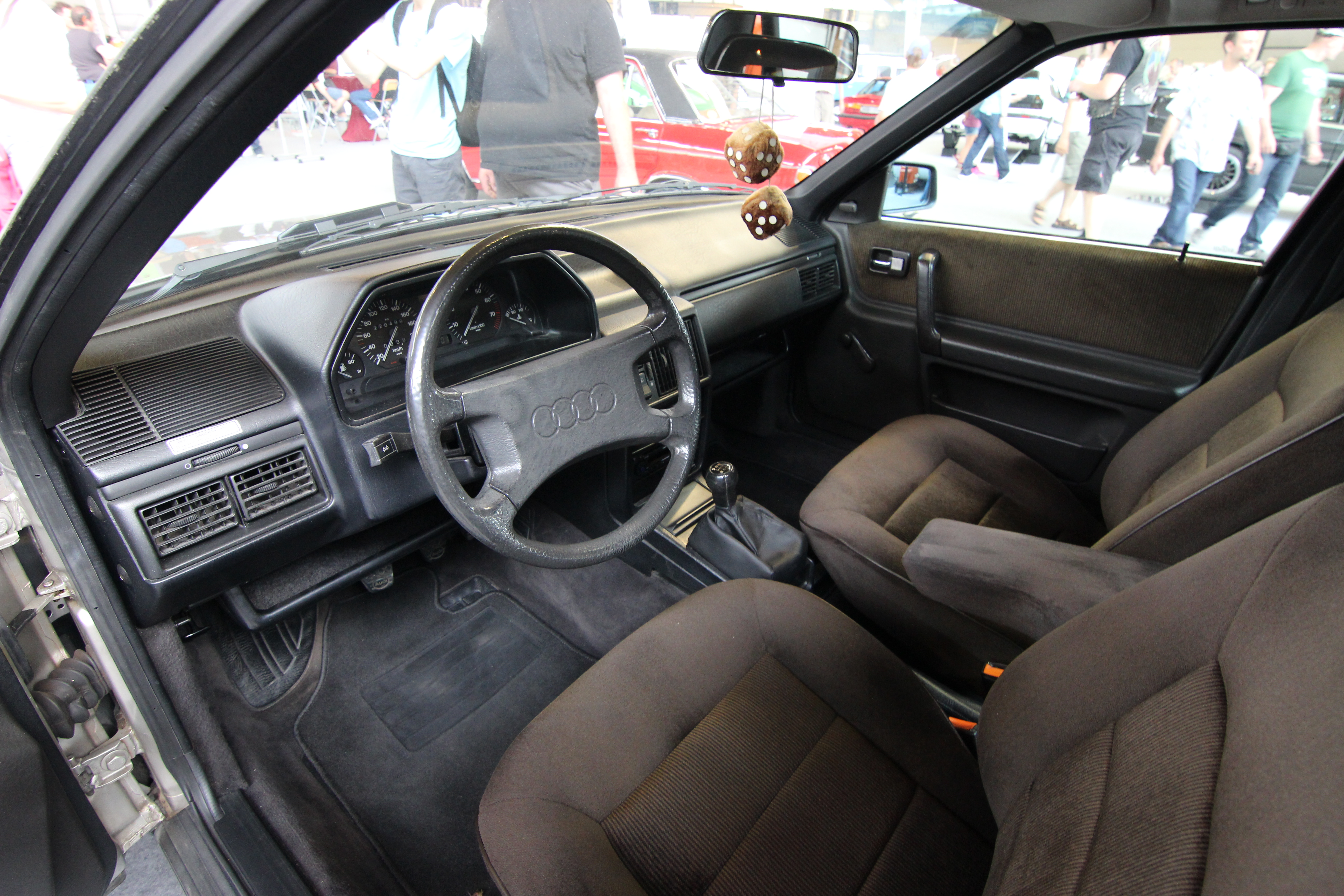
Intérieur de l'Audi 100(1982–1988)

### Lifting et premiers modèles TDI
En janvier 1988, il y a eu un lifting majeur, donnant à l'Audi 100 un intérieur redessiné, des poignées de porte ajustées au ras de la carrosserie et d'autres petites innovations. En plus du système de tension procon-ten pour les ceintures de sécurité, un airbag conducteur était désormais disponible. Le moteur cinq cylindres était caractéristique de cette génération d'Audi 100. Au total, plus de 20 variantes de moteurs différentes, allant de 51 kW (69 ch) (diesel) à 121 kW (165 ch) (turbo), étaient proposées pour le véhicule. Les différents niveaux de finition (base, CC, CS et CD) ont été supprimés.
En janvier 1990, l'Audi 100 2.5 TDI a été introduite. Après la Fiat Croma (1987) et l'Austin Montego (1988), il s'agissait de la troisième voiture avec moteur diesel à injection directe de série. Le moteur de 120 ch (88 kW) avait un couple maximal de 265 N m à 2 250 tr/min et une faible consommation de carburant. Audi est considéré comme le pionnier de cette technologie, qui a donné au groupe Volkswagen un avantage sur ses concurrents dans les années 1990. Au cours de la dernière année modèle, il y avait encore de nombreux modèles spéciaux, jusqu'à ce que finalement, en décembre 1990, l'Audi 100 Type 44 soit remplacée par l'Audi 100 C4. Avec le moteur diesel de 2,4 litres, la C3 était encore en production jusqu'à l'été 1991. Le modèle sœur, l'Audi 200, a continué à être produit jusqu'à l'été 1991, et l'Audi V8 dérivée de la 200 a continué jusqu'à la mi-1994.
De nombreux véhicules sont désormais entre les mains de passionnés ou de tuners, et de nombreux véhicules d'occasion ont également été exportés, dont beaucoup sont encore utilisés à l'étranger. La C3 est considérée comme une voiture fiable et facile à entretenir. Grâce à la carrosserie entièrement galvanisée de l'année modèle 1986, l'Audi 100 C3 est presque à l'abri des dommages dus à la rouille. Les moteurs, en particulier les moteurs cinq cylindres, sont considérés comme durables, les kilométrages supérieurs à 500 000 km ne sont pas rares.

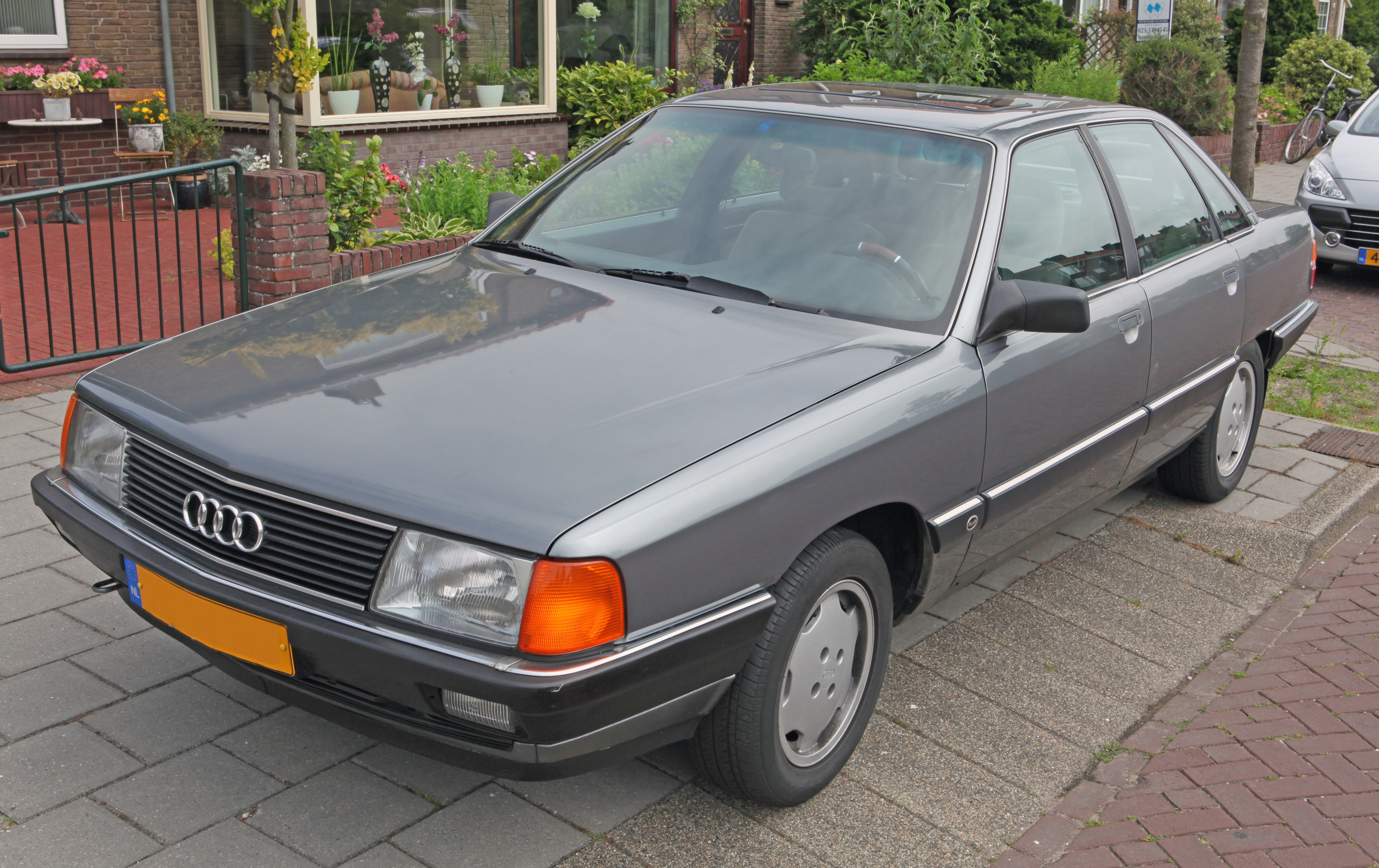
Audi 100 (1988–1991)
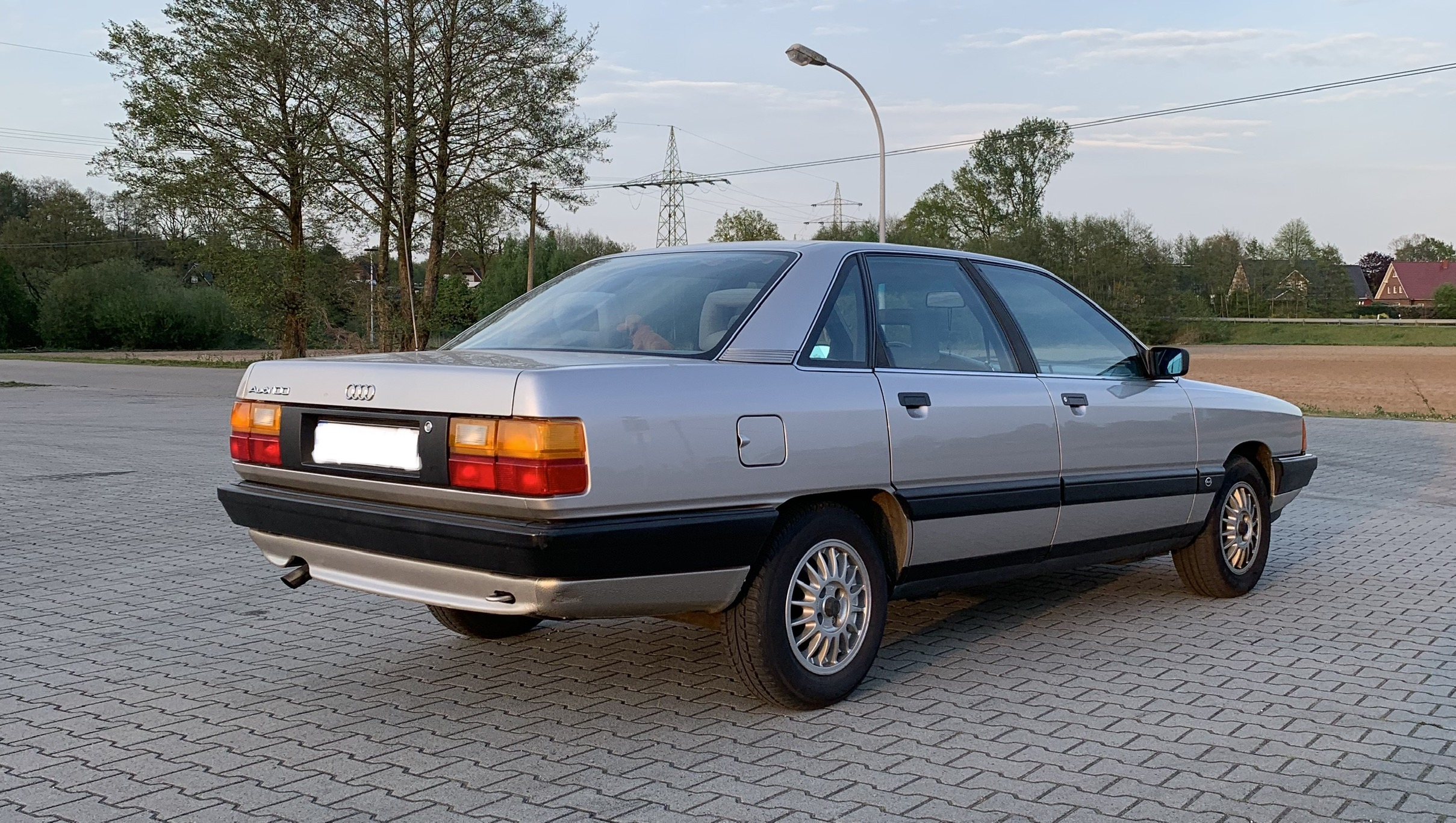
Audi 100 (1988–1991), vue arrière
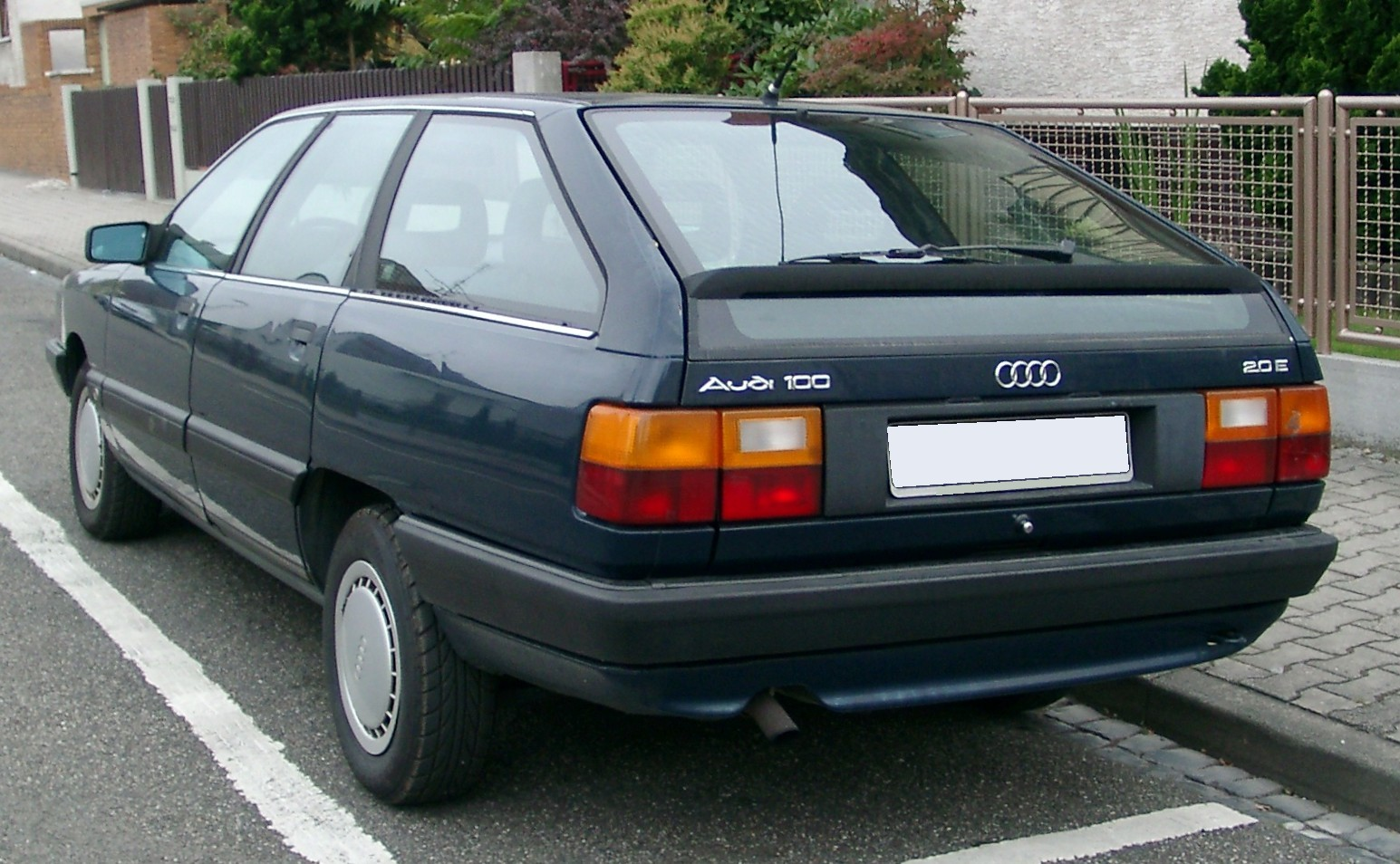
Audi 100 Avant (1988–1991)
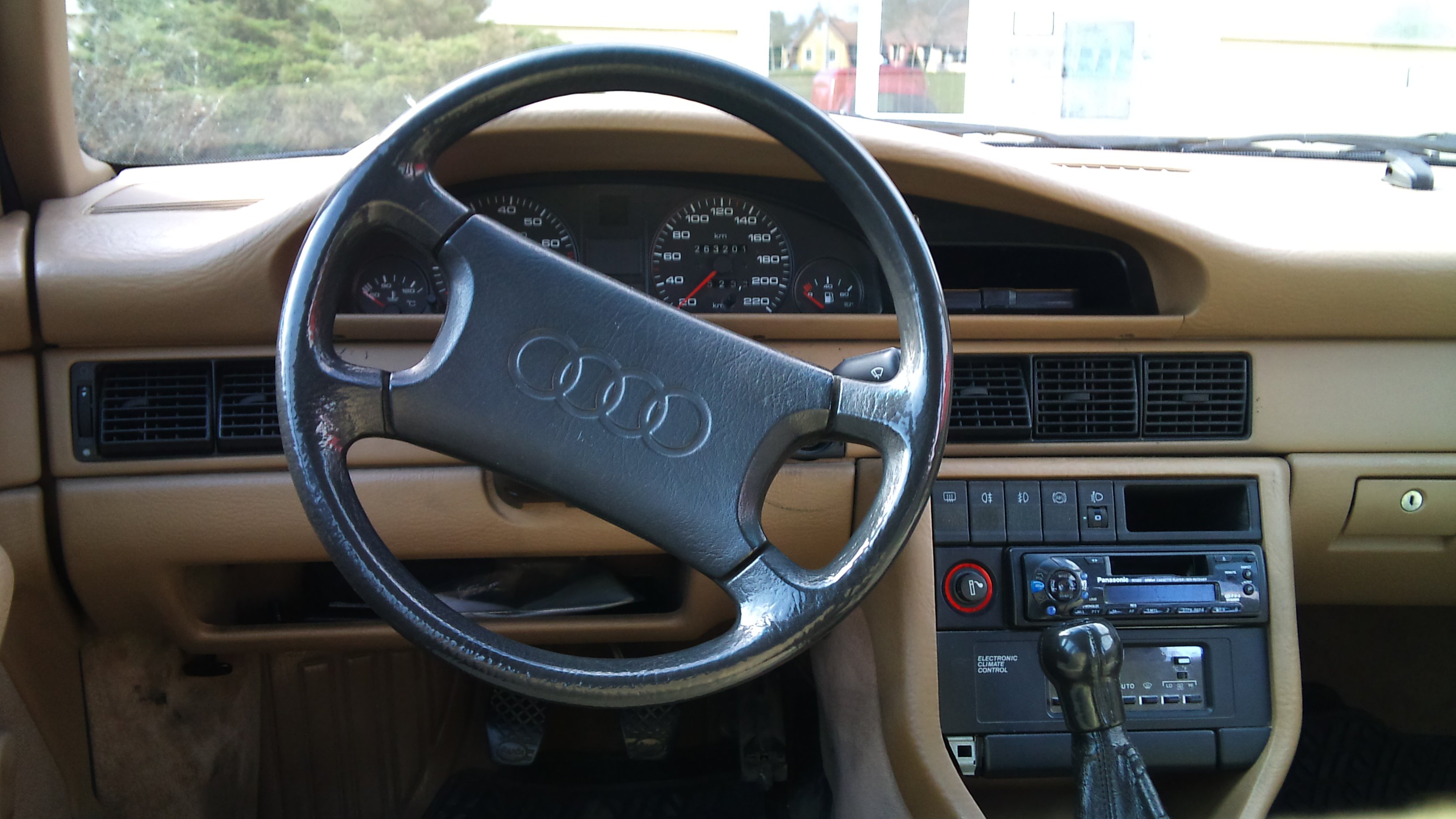
Intérieur de l'Audi 100 (brillant)
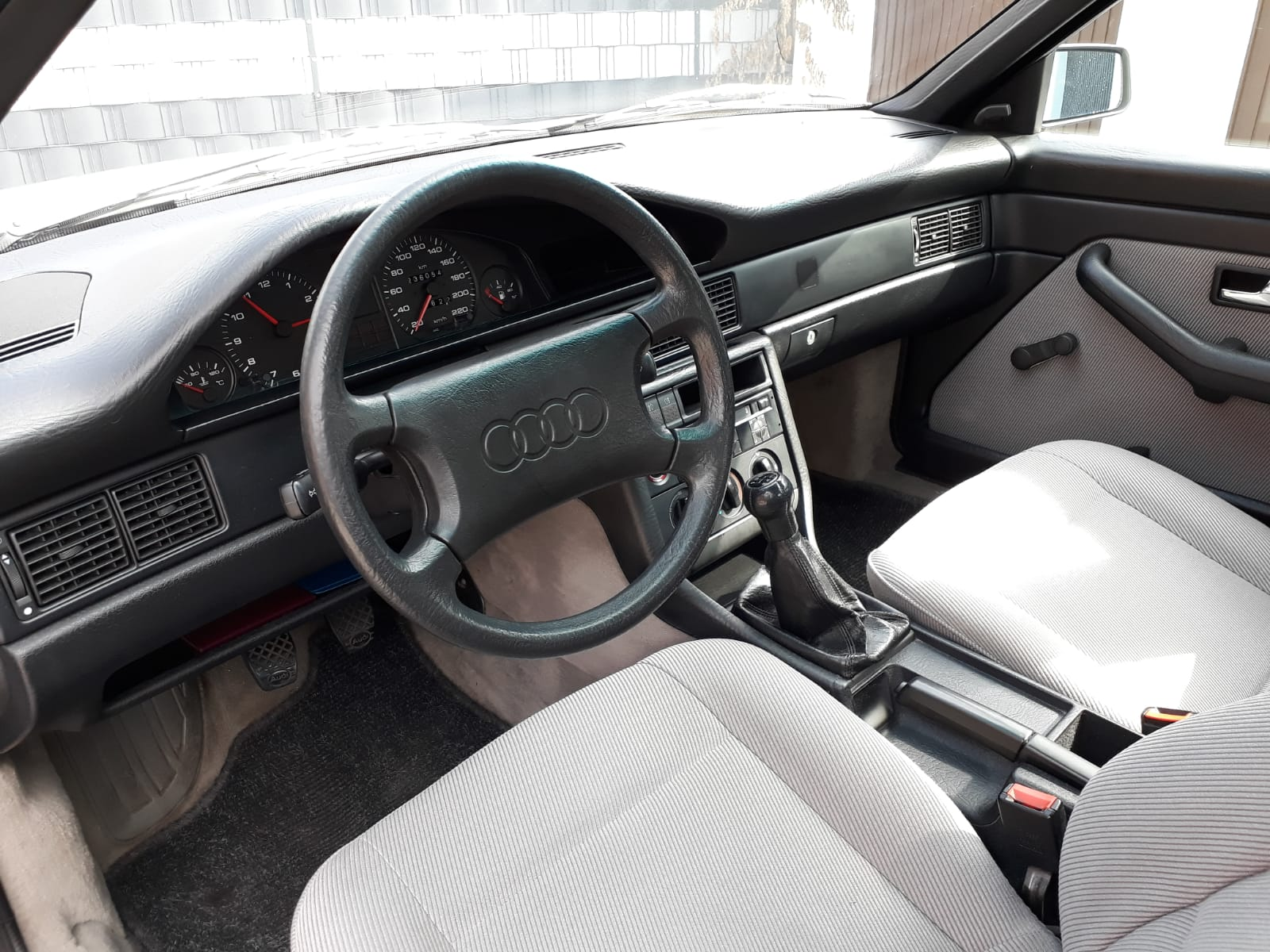
Intérieur de l'Audi 100 (noir)

## Variantes du modèle

### Niveaux de finition
- Audi 100 (1982-1987)
- Audi 100 CC (1982-1987)
- Audi 100 CD (1982-1987) : sièges en velours et garnitures chromées
- Audi 100 CS (1982-1987) : châssis sport avec jantes à 5 trous, sièges sport
- Audi 100 Diesel (1982-1990) : moteur atmosphérique diesel cinq cylindres de 51 kW
- Audi 100 Turbo-Diesel (1982-1990) : 64 kW ou 74 kW avec refroidisseur intermédiaire; moteur cinq cylindres
- Audi 100 Turbo (1986-1990)
- Audi 100 2,0 (1988-1990)
- Audi 100 2,3 (1988-1990)
- Audi 100 2,3 (1990) : berline/Avant, également en version Sport II avec boîte automatique à 4 rapports
- Audi 100 2,4 D (1988-1991) : moteur atmosphérique diesel de 60 kW
- Audi 100 2,5 TDI (01/1990-11/1990)

Tous les modèles de l'Audi 100 C3 étaient également disponibles en tant qu'Avant et, si nécessaire, également avec la transmission intégrale permanente quattro, qui n'était disponible qu'avec une transmission manuelle. La technologie "quattro" ne pouvait être combinée qu'à une transmission automatique à quatre vitesses dans l'Audi V8.

### Modèles spéciaux (sélection)
Afin d'accroître l'attractivité de l'Audi 100 C3, qui en était déjà à sa huitième année modèle, et de stabiliser les chiffres de vente en baisse, quatre modèles spéciaux avec des finitions d'équipements thématiques ont été proposés à des prix avantageux à partir de l'automne 1989. Les modèles spéciaux s'appelaient Audi 100/100 Avant Business, Komfort, Sport et Reise und Hobby. Le modèle spécial Reise und Hobby n'était disponible que sur la base de l'Audi 100 Avant.

#### Audi 100/100 Avant Business
Le modèle spécial Audi 100/Audi 100 Avant "Business" avait l'équipement standard suivant :
- Intérieur Crayon
- 2 appuis-tête à l'arrière
- Système de verrouillage centralisé
- Direction assistée
- Toit ouvrant avec ouverture électrique et déflecteur de vent
- Vitres électriques à l'avant
- Radio Beta avec antenne dans la lunette arrière (berline) ou antenne de toit amplifiée électroniquement (Avant)
- Sac à skis (berline uniquement)
- Barres de toit (Avant uniquement)
- Cache-bagages (Avant uniquement)
- Essuie-glace arrière intermittent (Avant uniquement)

#### Audi 100/100 Avant Komfort
Le modèle spécial Audi 100/Audi 100 Avant "Komfort" avait l'équipement standard suivant (informations selon la liste des prix depuis le 22 janvier 1990 jusqu'à l'année modèle 1991) :
- Jantes 6J x 14 en alliage léger et au design aérodynamique (pour les modèles de 74 et 85 kW) avec pneus 185/70 R 14
- Jantes 6J x 15 en alliage léger et au design aérodynamique (pour les modèles de 88, 98 et 121 kW) avec pneus 205/60 R 15 V
- Grands anneaux Audi sur le couvercle du coffre
- Poignées de porte couleur carrosserie
- Pare-chocs en plastique noir mat
- Moulures latérales noir mat avec emblème Audi à l'avant
- Toit ouvrant avec ouverture électrique et déflecteur de vent
- Intérieur en velours
- Filet à bagages au dos des dossiers des sièges avant
- Panneau en bois sur le tableau de bord et les panneaux de porte
- Pommeau de levier de vitesses en bois avec motif des changements de vitesses (pas sur l'automatique)
- Direction assistée
- Système de freinage antiblocage (ABS) (uniquement inclus dans les modèles à partir de 98 kW)
- 2 appuis-tête à l'arrière
- Ceinture sous-abdominale à l'arrière et avec enrouleur pour le siège arrière central
- Système de verrouillage centralisé
- 3 lampes de lecture
- Temporisation à l'extinction de l'éclairage intérieur et des liseuses
- Vitres avant et arrière électriques
- Pare-soleil passager éclairé et avec miroir de courtoisie
- 3 instruments supplémentaires sur le tableau de bord : affichage de la température de l'huile moteur, affichage de la pression d'huile et voltmètre (pas pour les modèles de 74 et 88 kW)
- Radio "gamma" avec antenne dans la lunette arrière (berline uniquement)
- Radio "gamma" avec antenne de toit amplifiée électroniquement (Avant uniquement)
- Sac à skis (berline uniquement)
- Barres de toit (Avant uniquement)
- Cache-bagages (Avant uniquement)
- Essuie-glace arrière intermittent (Avant uniquement)
- Peinture métallique

#### Audi 100/100 Avant Sport

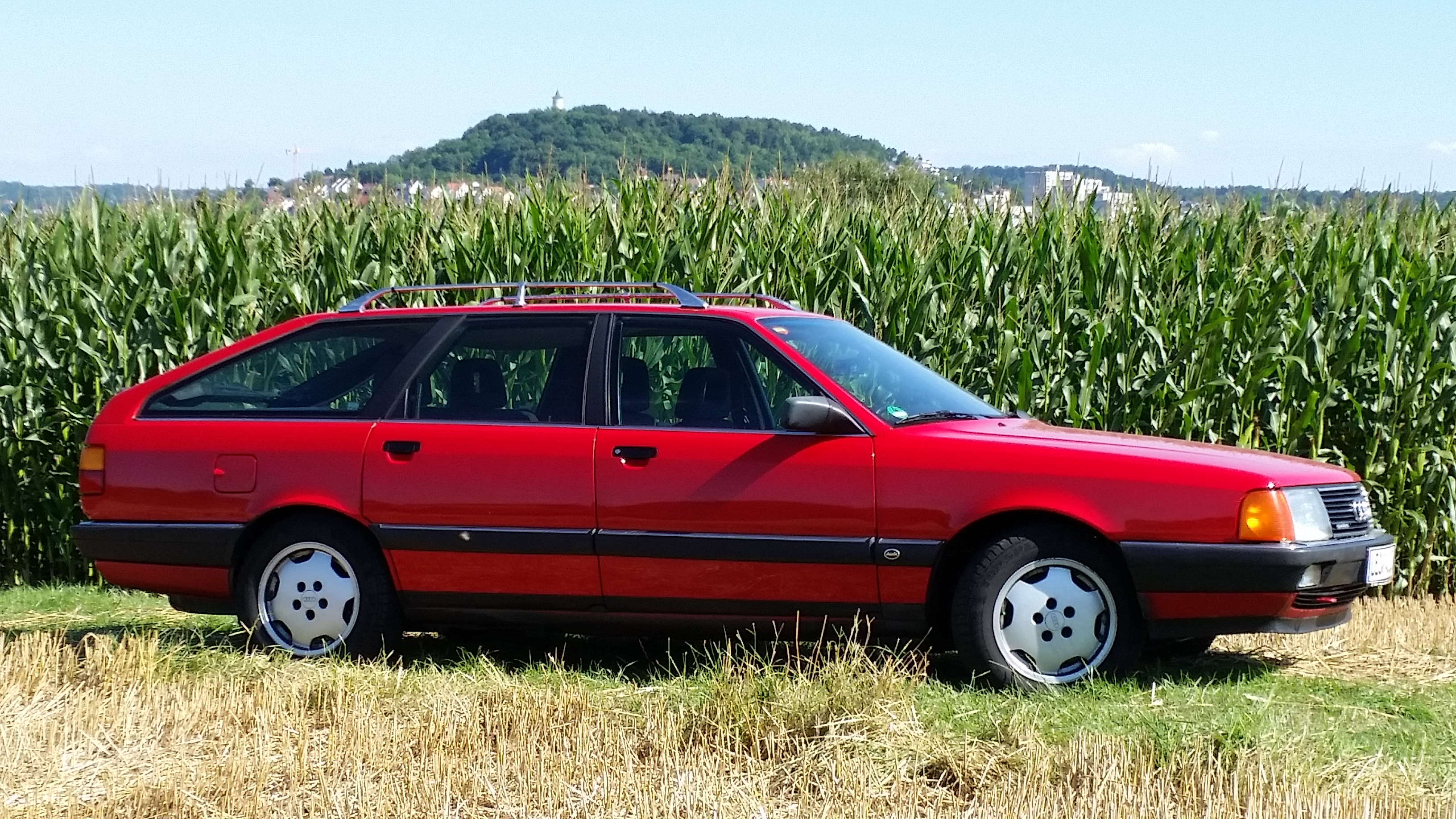
Modèle spécial "Audi 100 Avant quattro Sport", année modèle 1990

Le modèle spécial Audi 100/100 Avant "Sport", également appelé "Sport II" en interne, a été développé dans le cadre de la campagne de vente spéciale "S711", elle a été proposée à partir de septembre 1989 pour l'année modèle 1990 et c'est maintenant une variante spécial du modèle Audi 100 C3 (type 44) convoité. Le modèle spécial "Sport" se distinguait par des ailes plus larges avec des passages de roue évasés, ce qui est techniquement nécessaire lors de l'utilisation du châssis haute performance avec des pneus 215/60 R15, d'autre part, c'étaient également un trait distinctif de l'Audi 200 quattro "Exclusiv" contemporaine. À l'époque, c'était l'une des berlines de production les plus rapides au monde et elle s'était fait connaître grâce au placement de produit dans les films de la série James Bond ou de la série La Clinique de la Forêt-Noire.
Le modèle spécial "Sport" doit être distingué des finitions d'équipement sport, les "Sportpaket I" et "Sportpaket II", qui étaient également proposés pour l'année modèle 1990. Avec la même gamme d'équipements que la "Sportpaket I", la "Sportpaket II" disposait également du châssis hautes performances avec des pneus 205/60 R15, mais sans les passages de roues évasés caractéristiques du modèle spécial "Sport".
Le modèle spécial Audi 100/Audi 100 Avant "Sport" avait l'équipement standard suivant (détails selon la liste de prix depuis le 22 janvier 1990 jusqu'à l'année modèle 1991) :
- Châssis performant
- Carrosserie abaissé de 15 mm
- Sièges sport à l'avant
- Élargisseurs d'ailes à l'avant et à l'arrière
- Grands anneaux Audi sur le hayon
- 3 instruments supplémentaires sur le tableau de bord : jauge de pression d'huile, voltmètre, jauge de température d'huile moteur
- Jantes 7 1/2 J x 15 en alliage léger et au design aérodynamique
- Pneus 215/60 ZR15
- Antipatinage (ASR) (uniquement pour les modèles à traction avant avec 5 vitesses et 121 kW)
- Pommeau de levier de vitesses en cuir (pas sur l'automatique)
- Soufflet du levier de vitesses en cuir (pas sur l'automatique)
- Direction assistée
- Système de freinage antiblocage (ABS)
- Vitres avant et arrière électriques
- Volant à 4 branches en cuir
- Phares halogènes
- Toit ouvrant avec ouverture électrique et déflecteur de vent
- 2 appuis-tête à l'arrière
- Ceinture sous-abdominale à l'arrière et avec enrouleur pour le siège arrière central
- Housses de siège en satin jacquard
- Radio "Gamma" avec antenne de toit amplifiée électroniquement
- Sac à skis (berline uniquement)
- Cache-bagages (Avant uniquement)
- Barres de toit (Avant uniquement)
- Essuie-glace arrière (Avant uniquement)
- Peinture métallique

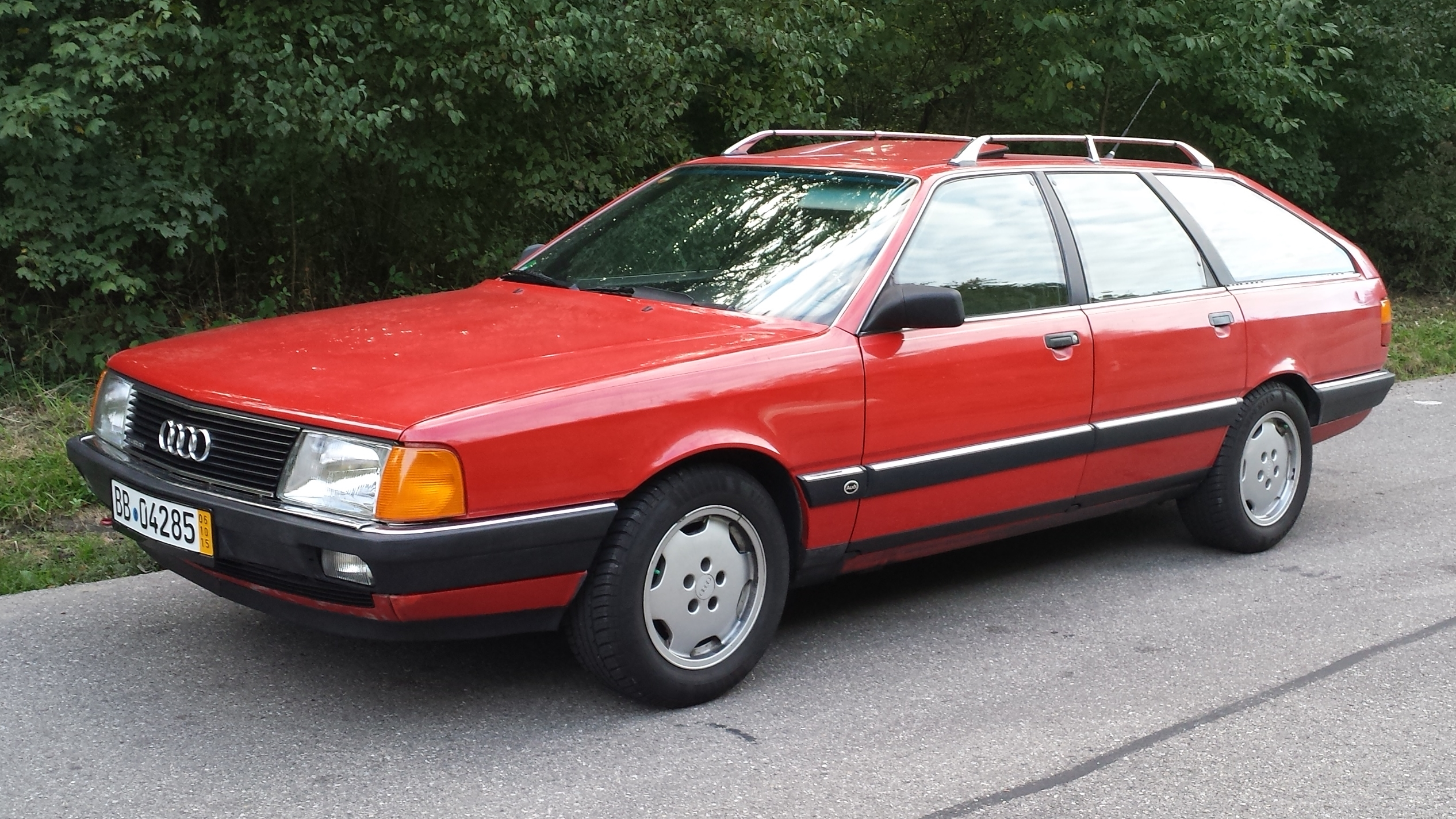
Vue avant de l'Avant
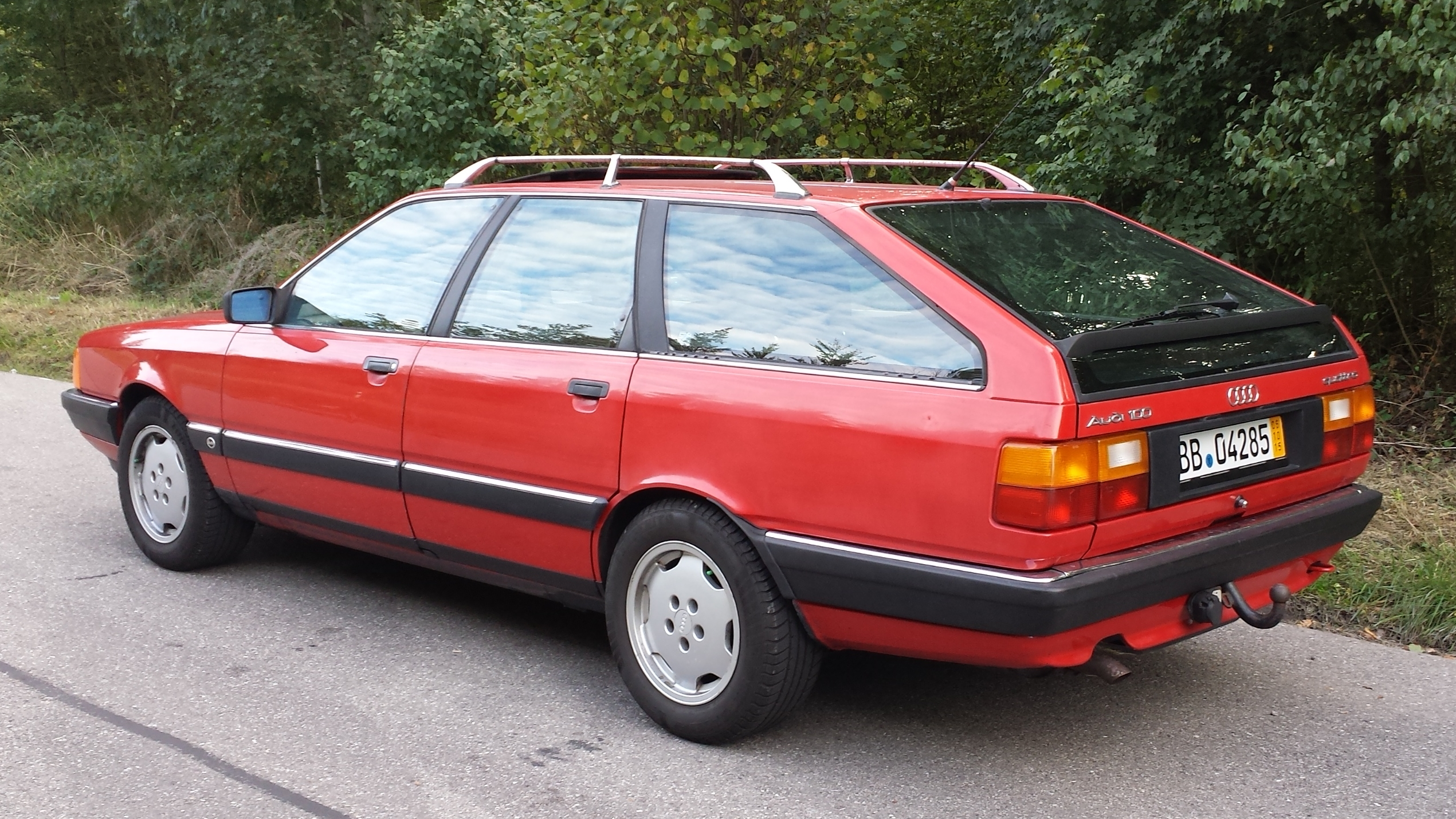
Vue arrière de l'Avant
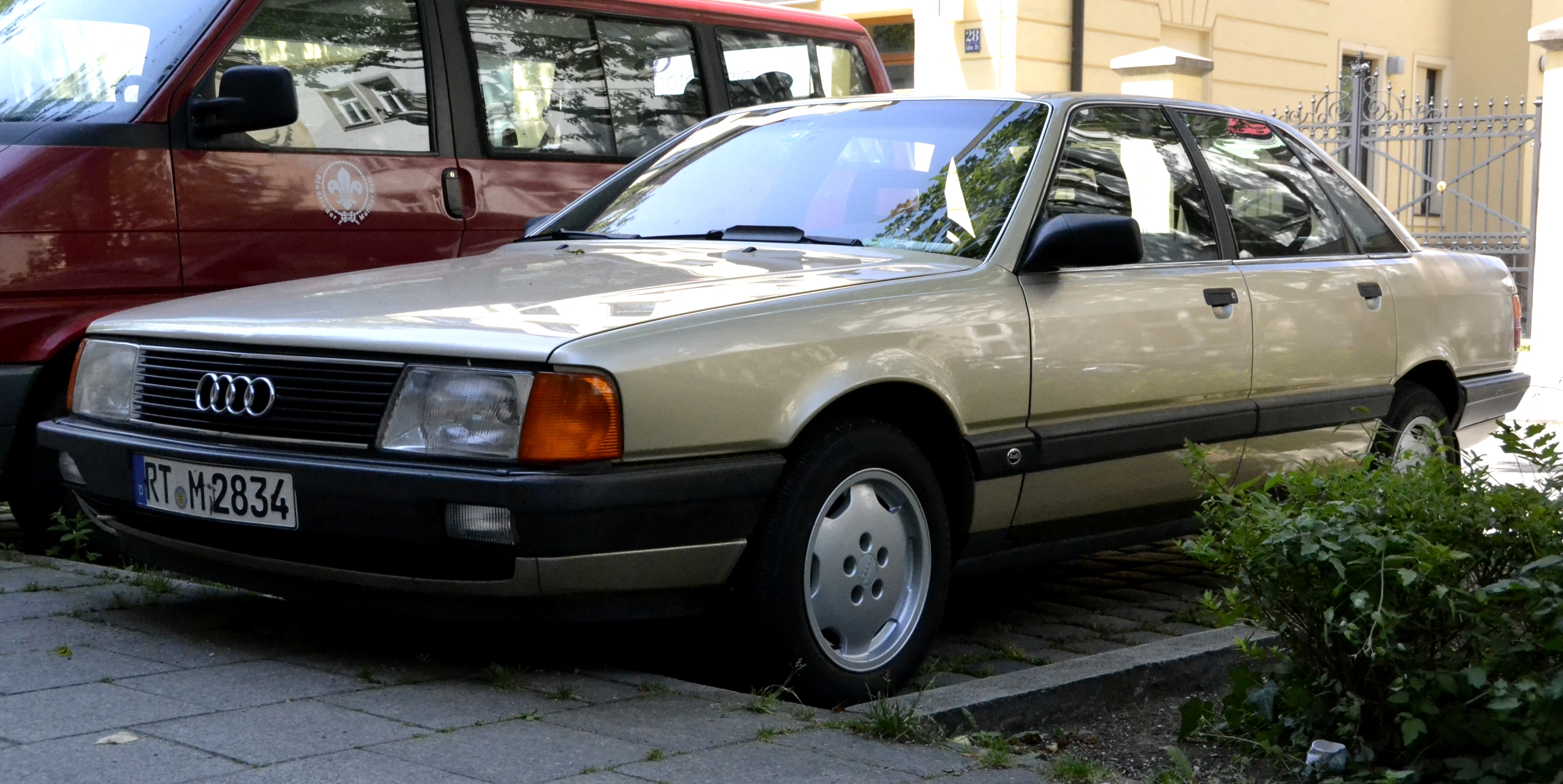
Vue avant de la berline

## Véhicule hybride «Audi Duo»

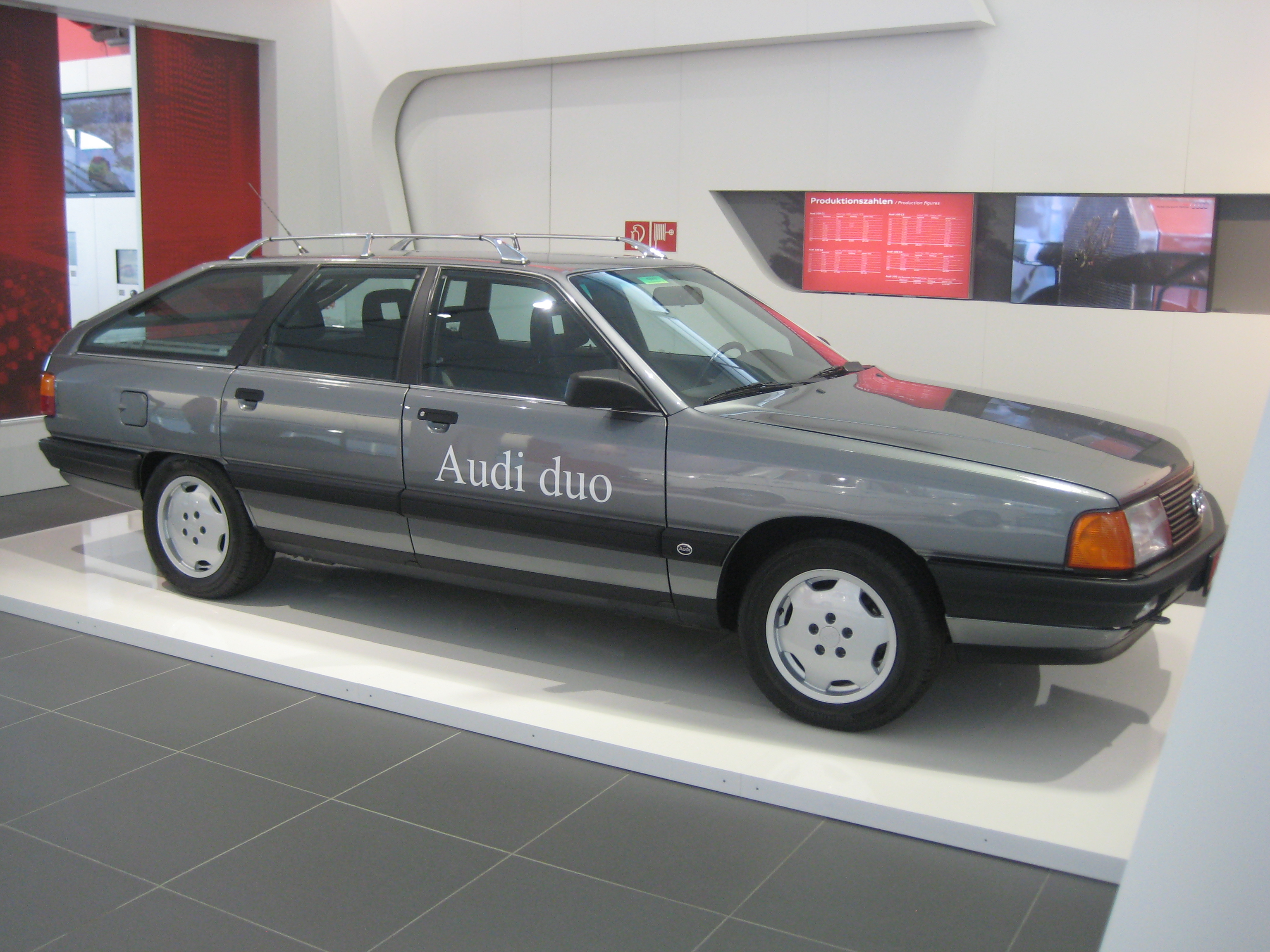
Audi Duo de 1989, véhicule hybride basé sur l'Audi 100 C3 Type 44

Basé sur l'Audi 100 Avant quattro (C3), Audi a présenté en mars 1990 au Salon de l'automobile de Genève, un véhicule avec une propulsion hybride prêt pour la production, l'Audi Duo.
La première génération de l'Audi à propulsion hybride avait un moteur cinq cylindres à combustion conventionnel de 2,3 litres et 100 kW (136 ch) pour entraîner les roues avant via une transmission automatique et un moteur de 60 kg à courant continu, refroidi par ventilateur au lieu de l'arbre à cardan, qui pouvait être activé au besoin pour entraîner les roues arrière. Le moteur électrique avait une puissance de 9,3 kW (12,6 ch) et il était alimenté par une batterie de 181 kg composée de 54 accumulateur nickel-cadmium connectés en série, dont un chargeur. Les cellules nickel-cadmium haute performance avaient 1,2 volts par cellule et offraient une tension totale de 58,8 volts. Les batteries étaient logées dans le logement de la roue de secours et elles étaient à nouveau prêtes à l'emploi en 45 minutes avec une charge rapide,. La batterie peut également être rechargée pendant la conduite. La capacité des batteries offrait à l'Audi Duo une autonomie d'environ 30 km,. En mode électrique, la vitesse de pointe était de 50 km/h,. Le moteur à combustion démarrait avec la clé de contact, le moteur électrique était activé en appuyant sur un bouton "E" après le passage au point mort. L'assistance à la direction et au freinage fonctionnait avec un autre moteur électrique. Un chauffe-eau électrique à essence fournissait de la chaleur à l'intérieur en cas de besoin.
La dépense supplémentaire par rapport à un véhicule à propulsion conventionnelle était d'environ 25 000 Deutsche Mark. Le groupe cible de l'Audi Duo était les municipalités, les entreprises de services publics ou les services de transport avec des tâches de transport dans des zones calmes ou en cas d'alerte au smog. Finalement, cela s'est terminé avec trois prototypes, car il n'y avait pratiquement aucune demande pour une production en série.
Audi a présenté la deuxième génération d'Audi à propulsion hybride en mars 1992 au Salon de l'automobile de Genève, basée sur une Audi 100 Avant quattro (C4) avec un moteur essence et un moteur synchrone triphasé à excitation permanente refroidi par eau et une batterie sodium-soufre. Seuls quelques véhicules ont été construits pour des clients sélectionnés et à des fins de recherche.
La troisième génération d'Audi à propulsion hybride, développée jusqu'à la production en série et basée sur une Audi A4 Avant (B5) exclusivement à traction avant avec moteur diesel TDI, moteur synchrone triphasé refroidi par eau et batteries au plomb, a été présentée en septembre 1996 à l'AAA de Berlin. 90 Audi Duo de troisième génération ont été construits en série. Un test pour les flottes a commencé à Erlangen en avril 1997.

## Modèle entièrement galvanisé
Lors du lancement de l'Audi 100 C3 (Type 44), environ 35 % de la carrosserie était galvanisée électrolytiquement d'un côté, galvanisée à chaud, électrozinguée et recouverte de tôles en zincrométal des deux côtés. À partir de septembre 1985, pour l'année modèle 1986, la gamme reçoit alors une carrosserie entièrement galvanisée. Les parties du plancher non visibles, sous la face avant et le panneau de plancher monobloc, sont galvanisés à chaud des deux côtés, et pour les fixations visibles, comme la face avant, le capot, les ailes, les portes et le hayon, des tôles galvanisées par électrolyse sont utilisées des deux côtés en raison de la meilleure qualité de surface. La couche de zinc présente sur toute la carrosserie a un poids d'environ 5 kg. Les mesures anti-corrosion précédentes telles que la phosphatation au zinc, l'amorce d'immersion cataphorétique, la protection du soubassement en PVC, l'adhésif des coutures, un remplissage élastique pour une protection contre les éclats de pierre et la conservation à la cire chaude a été intégralement conservée. Dans la fabrication de la carrosseries entièrement galvanisées, Audi a, entre autres, pu bénéficier de l'expérience acquise dans la production sur mesure des Porsche 924 et Porsche 944 à l'usine de Neckarsulm et a assumé un rôle de pionnier dans la production à grande échelle. L'introduction de la carrosseries entièrement galvanisées dans la production de masse chez Audi est le résultat de nombreuses années d'essais sur route depuis 1975 dans des environnements critiques pour la corrosion tels que les pluies acides autour du Lake District à la frontière canado-américaine, des températures négatives jusqu'à -40 degrés associée à l'utilisation de sels de dégivrage agressifs ou en Floride avec une couche d'ozone particulièrement mince et un fort rayonnement ultraviolet en relation avec un air marin très salé. En outre, des tests ont été effectués dans ce qui était alors l'installation d'essai la plus moderne au monde, le centre de protection contre la corrosion Audi à Ingolstadt, qui a été mis en service en 1982 pour un coût de 12,5 millions de Deutsche Mark. Le cœur des investigations était ce qu'on appelait alors le "test des 30 cycles" (appelé test INKA aujourd'hui), qui était réalisé dans un système à trois chambres. Cela permettait de retracer toutes les conditions de corrosion en 14 semaines, ce qui correspond à une durée de vie du véhicule de 6 ans. Un an avant la production en série, des véhicules fabriqués par des machines ont été testés pendant quatre jours, 16 heures par jour sur une distance totale de 2 000 km sur un site d'essai à Ehra-Lessien sur des pistes vibrantes, en scories, en sable et en gravier, dans des passages d'eau salée et de boue ainsi qu'avec des dommages artificiels tels que des rayures et des bosses afin d'exposer ensuite les véhicules dans le brouillard salin, la chaleur et des chambres froides, ce qui a des influences critiques sur la corrosion,.

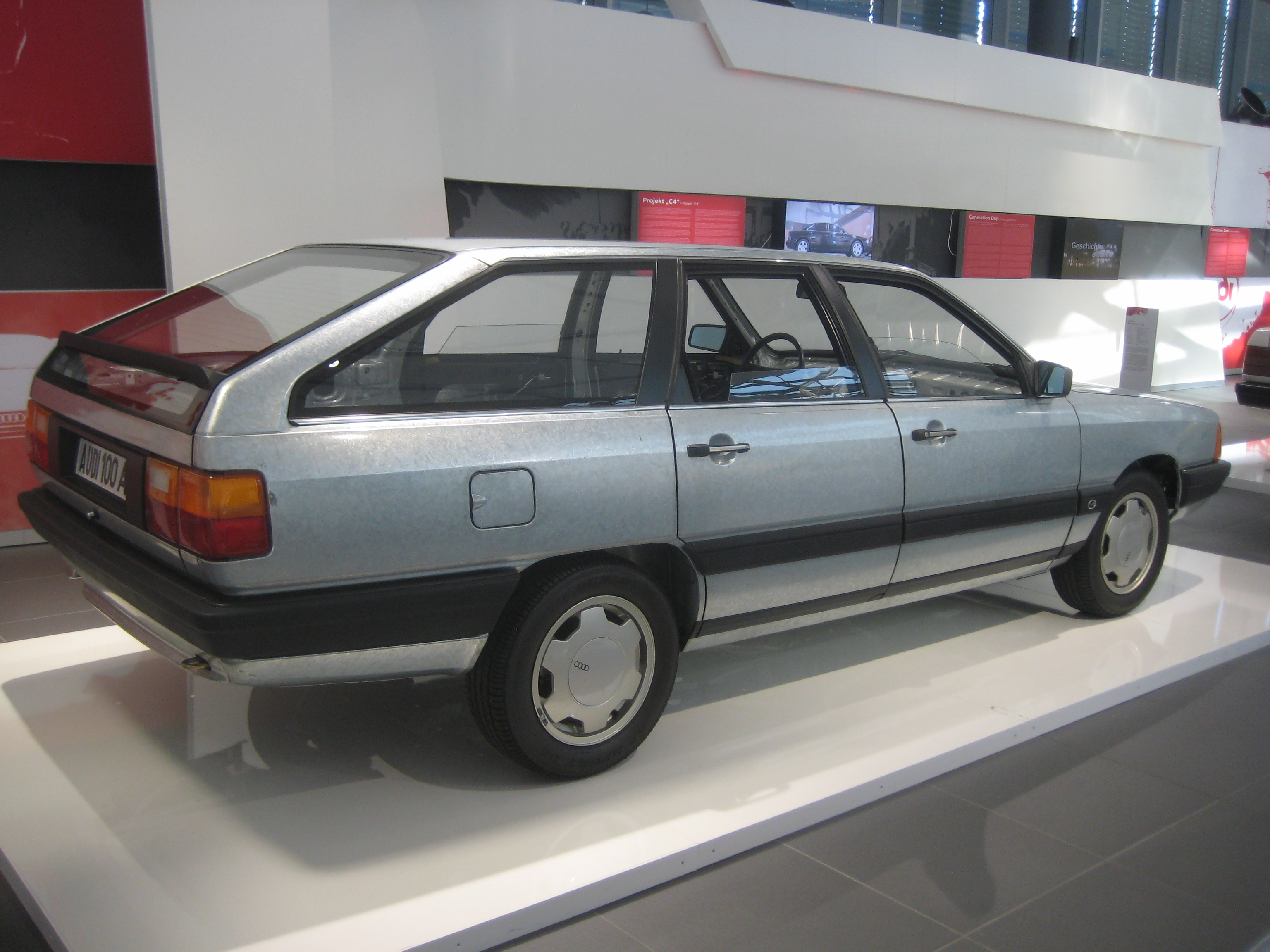
Modèle de démonstration de l'Audi 100 Avant C3 entièrement galvanisé construit en 1986 à l'occasion de l'exposition traditionnelle Audi 100 au Forum de Neckarsulm
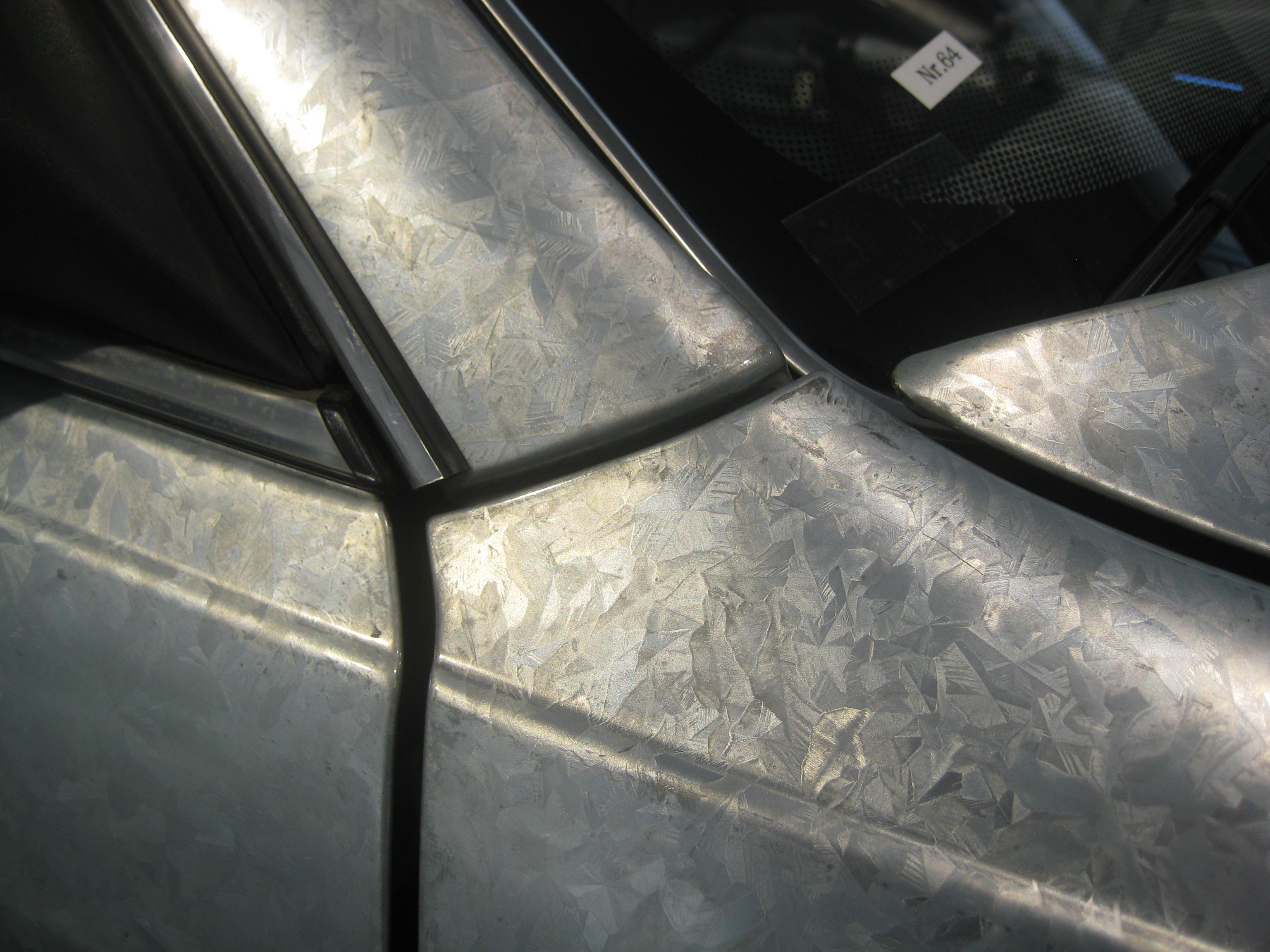
Panneaux de carrosserie galvanisés électrolytiquement dans la zone visible
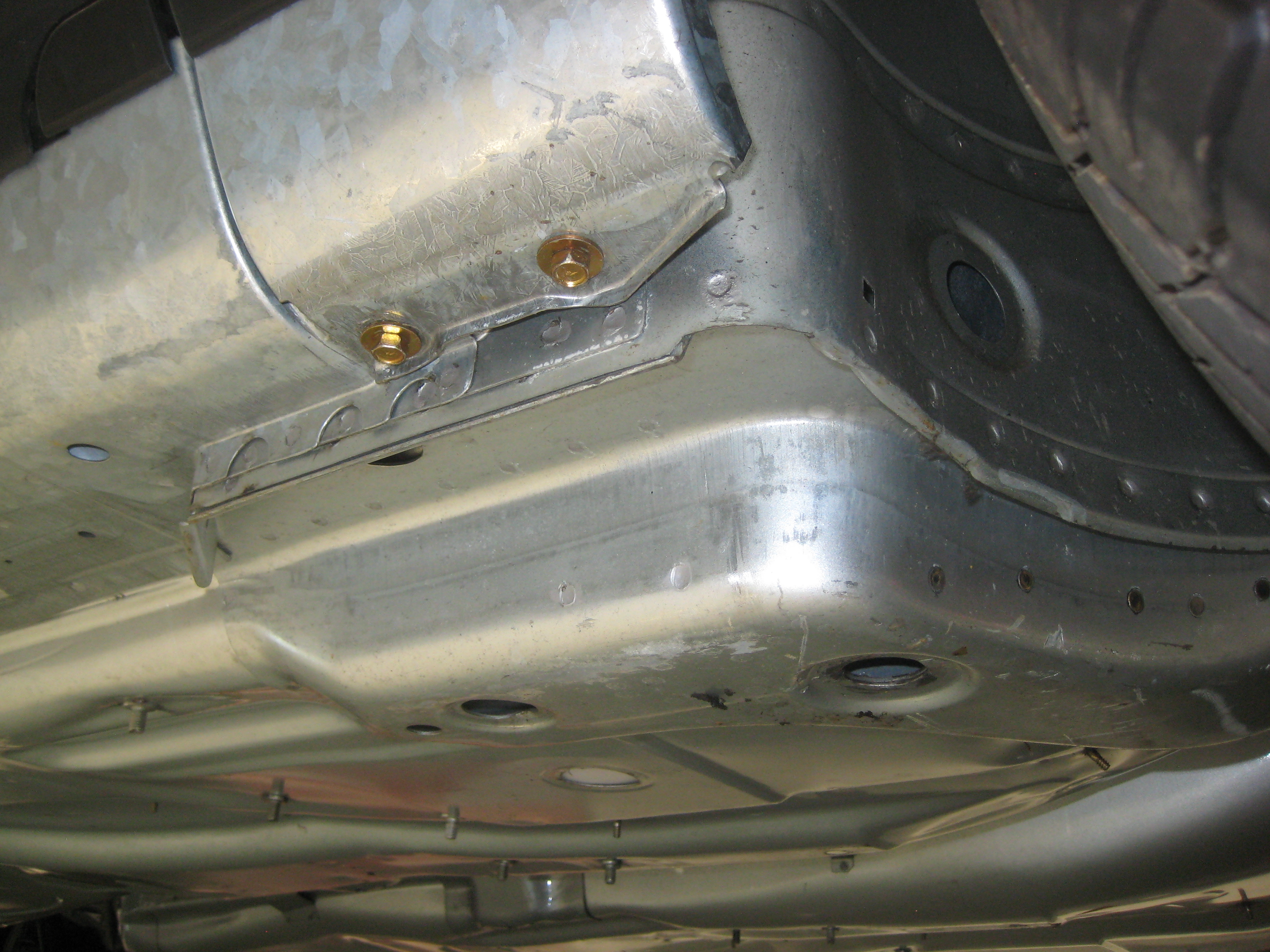
Tôle galvanisée électrolytiquement (aile avant) et tôle galvanisée à chaud (plancher, seuil avant) en comparaison sur le modèle de démonstration de l'Audi 100 Avant C3 entièrement galvanisé

## Championne du monde de l'aérodynamique
Championne du monde de l'aérodynamique (aussi : championne du monde du cx) est un terme initialement inventé par les journalistes automobiles et adopté plus tard par Audi pour leur publicité, utilisé depuis le lancement sur le marché en 1982 du modèle Audi 100 C3 particulièrement profilé, la voiture ayant obtenue un coefficient de traînée (cx) particulièrement faible pour un modèle de cette catégorie. Le coefficient de traînée est au centre de la presse et des constructeurs automobiles afin de démontrer une économie ou une acoustique particulièrement bonne dans un modèle de véhicule nouvellement développé. Le coefficient de traînée moyen de toutes les voitures construites en Europe était supérieur à 0,4 en 1982. Une amélioration de dix pour cent du coefficient de traînée (avec la même section transversale) se traduit par des économies de carburant d'environ quatre pour cent. Entre-temps, la désignation championne du monde de l'aérodynamique a été de nouveau utilisée par les journalistes automobiles pour l'Opel Kadett E et l'Opel Calibra,. Depuis 2012, le nom championne du monde de l'aérodynamique est utilisé pour les modèles Mercedes CLA, et Mercedes Classe A.
s
| Modèle            | Année | cx   |
| ----------------- | ----- | ---- |
| Audi 100 C3       | 1982  | 0,30 |
| Opel Kadett E     | 1984  | 0,30 |
| Opel Calibra      | 1989  | 0,26 |
| Mercedes CLA      | 2013  | 0,23 |
| Mercedes Classe A | 2018  | 0,22 |

## Carrosserie tout en aluminium
Après l'Audi Forschungsauto développée à partir de 1978, et la présentation de Porsche en septembre 1981 au Salon de l'automobile de Francfort, seule la carrosserie tout en aluminium de 161 kg de la Porsche 928,,, développée dans le cadre du projet de recherche "Langzeitauto" et en coopération avec le fabricant et transformateur d'aluminium Alusuisse, a été présentée, Audi a décidé fin 1981 de développer l'utilisation de certaines pièces de carrosserie dites suspendues, telles que le capot avant, les ailes, les portes et les sous-châssis de porte, en aluminium ou matériaux en composites d'aluminium pour la production de masse dans le cadre d'une collaboration avec Alcoa initialement tenue secrète. Les travaux proprement dits du projet ont commencé mi-1982 et la phase de pré-développement s'est terminée fin 1984 avec l'achèvement d'un prototype de carrosserie en coque conventionnelle pour l'Audi 100 C3 Type 44 et l'Audi 80 B3 Type 89. En mai 1985, 4 ans et demi après le prototype de Porsche, l'Audi 100 C3 Type 44 avec carrosserie en coque d'aluminium Alcoa, pesant environ 149 kg, a été exposé à la Foire de Hanovre,. L'examen des carrosseries a confirmé que le simple remplacement du matériau permettait d'obtenir une réduction de poids, mais des inconvénients en termes de fatigue des matériaux, du comportement à la corrosion et à l'acoustique ont également été identifiés, mais le développement de cette toute nouvelle technologie est également à la hauteur de la revendication du slogan «Vorsprung durch Technik». À Ingolstadt, Audi travaillait déjà sur des carrosseries avec une structure de cadre en aluminium plus innovante que lors de la Foire de Hanovre de 1985, mais ce n'est qu'au printemps 1989 qu'Audi a pu prendre la décision de produire en série la technologie nouvellement développée dans un véhicule de luxe, l'Audi A8 D2 de 1994.

## Audi 100 TDI économique et concept du moteur TDI
En août 1989, une Audi 100 C3 optimisée pour la consommation de carburant la plus faible possible, mais avec une production largement standard, a parcouru un total de 4 818,4 kilomètres à travers plusieurs pays européens lors d'un voyage économique effectué par Audi, supervisé par un notaire et accompagné par TÜV Heilbronn. L'objectif était d'atteindre une distance maximale parcourue par le véhicule avec un seul plein du réservoir de carburant. 84,667 litres de carburant diesel ont été consommés. Cela se traduit par une consommation moyenne de 1,76 litre aux 100 kilomètres. L'expérience a duré 80,05 heures. Cela se traduit par une vitesse moyenne de 60,2 kilomètres par heure.
Les optimisations sur le véhicule pour la consommation la plus faible possible ont été l'augmentation de la pression des pneus à 4 bars, le démontage du rétroviseur extérieur droit pour réduire la résistance de l'air et un rapport de vitesse allongé de 20 % pour une vitesse croisière de tout juste 60 km/h à un régime moteur de 1 100 tr/min−1. Selon Audi, le record a été principalement réalisé par un conducteur formé choisissant un itinéraire économe en carburant sur des autoroutes avec peu de côtes et un style de conduite très économe en carburant avec la climatisation éteinte et les fenêtres fermées. Dans certains cas, le moteur était coupé lors de la conduite en descente,.
Un nouveau moteur diesel cinq cylindres de 2,5 litres (de cylindrée), développé sur une période de 13 ans, a servi de moteur, avec une injection directe entièrement contrôlée électroniquement, un turbocompresseur avec contrôle de la pression de suralimentation contrôlé par carte, refroidissement de l'air de suralimentation en fonction de la température de l'air, une pédale d'accélérateur électronique, ou capteur de valeur de la pédale, et un support moteur hydraulique à commande électronique, pour Audi, cela représenté l'un des développements les plus importants dans le secteur des moteurs ces dernières années et une réponse possible à certains problèmes de l'avenir,. Le moteur du véhicule au record avait une puissance de 120 ch (88 kW) à 4 250 tr/min−1 et un couple de 265 N m à 2 250 tr/min−1. La capacité d'atteindre 100 km/h était de 10 secondes et la vitesse de pointe atteignable était de 200 km/h.
Ce record a servi au 53e Salon international de l'automobile de Francfort-sur-le-Main, se déroulant du 14 au 24 septembre 1989,, en tant que support promotionnel pour l'introduction du nouveau concept du moteur diesel TDI d'Audi, qui, selon eux, est la "première voiture de tourisme turbo-diesel à injection directe de deuxième génération" et "championne du monde dans sa catégorie",.
À l'hiver 1990, lors d'un essai routier organisé par Audi sur le circuit d'Hockenheim, des représentants de la presse constatent de nouvelles économies de carburant sur le véhicule. Il s'agissait d'un modèle de véhicule (vraisemblablement) sélectionné pour sa faible résistance au roulement globale, avec un abaissement modéré du véhicule, une couverture partielle de la calandre, un réglage optimisé de la voie des roues, le retrait d'environ 20 kg de matériau d'isolation du véhicule, un servofrein électrique au lieu d'hydraulique et un groupe électrogène de faible puissance. Le moteur a lui-même subi une réduction de la compression, un point d'injection différent, il a reçu de petits injecteurs, une pression de suralimentation accrue, l'utilisation d'une huile moteur pour l'hiver particulièrement douce, un post-traitement spécial du vilebrequin et la bielle et la pipe d'admission ont été optimisées pour la consommation. Lors de l'essai routier sur le circuit d'Hockenheim, les représentants de la presse ont déterminé une consommation de carburant diesel de 3,52 litres aux 100 kilomètres. Le véhicule a été effectué 10 tours, soit environ 60 km, à une vitesse constante de 90 km/h en 42 minutes.
Le nouveau concept du moteur diesel a été lancé en février 1990 avec l'Audi 100 C3 sous le nom d'Audi 100 TDI,,,,. L'Audi 100/100 Avant TDI (C3) a été produite 4 764 fois au total entre 1989 et 1991. Dans le modèle successeur, l'Audi 100/100 Avant (C4), le nouveau concept du moteur diesel a été produit 51 464 fois au total en 1994.

## Publicité et presse

### Publicité "Schanze"
Fin 1985, le spot "Schanze",, devenu entre-temps mythique,, et récompensé d'un Lion d'or au Festival international du film publicitaire de Cannes, a été diffusé par l'équipe de l'agence de publicité de Düsseldorf BBDO et produit en coopération avec leur société de production, TV-Company,.
Une Audi 100 CS quattro type 44 (C3) Tornadoroter, allégée, avec une puissance de 136 ch et des pneus à crampons a franchi le saut à ski de Pitkävuori à Kaipola, en Finlande. Le véhicule était sécurisé par un frein à câble pour l'empêcher de reculer et de causer un accident inévitable.
La publicité est sortie au printemps 1986 dans une version de 66 secondes dans le cadre du programme de soutien aux cinémas allemands et dans une version raccourcie à 30 secondes pour la télévision commerciale allemande.
À ce jour, il y a débat pour savoir si le câble de sécurité vu dans une courte scène de la publicité a non seulement servi à sécuriser le véhicule, mais aussi à le tirer vers le haut. Cependant, cela peut être réfuté par les faits disponibles dans le "making of" de la publicité ainsi que la déclaration du chauffeur, Harald Demuth, qui y est contenue.
En janvier 2005, à l'occasion du 25e anniversaire de la technologie de la transmission « quattro », l'idée est reprise et, avec des emprunts dramaturgiques à la publicité originale de 1985, une nouvelle publicité « Schanze 2005 », produit par Audi même, sans le soutien d'une agence, est réalisé sur le saut à ski de Pitkävuori à Kaipola, aujourd'hui fermé et à rénover. Cette fois, une Audi A6 4.2 quattro type 4F (C6) Atlasgrauer de 246 kW (335 ch) a grimpé la colline,,.
En 2019, des scènes de la désormais mythique publicité de 1986 ont été utilisées dans un clip vidéo pour la démonstration de la technologie tout électrique «Audi e-tron extreme»,,,.

## Modèles d'exportation et production sous licences

### Amérique du Nord, Afrique du Sud et Japon
En Amérique du Nord, l'Audi 100 C3 était proposée de 1983 à 1988 sous le nom d'Audi 5000, elle a été introduite alors que le modèle précédent était encore en vente; À partir de 1988, les noms Audi 100 et 200, qui étaient courants en Europe, ont été de nouveau utilisés.
En Afrique du Sud, Volkswagen Afrique du Sud a assemblé l'Audi 100 à partir de kits CKD (Complete Knock Down) et l'a proposée sous le nom d'Audi 500.
À Tokyo, la C3 y était assemblée jusqu'en novembre 1991, et l'Audi 200 jusqu'en juillet 1992.

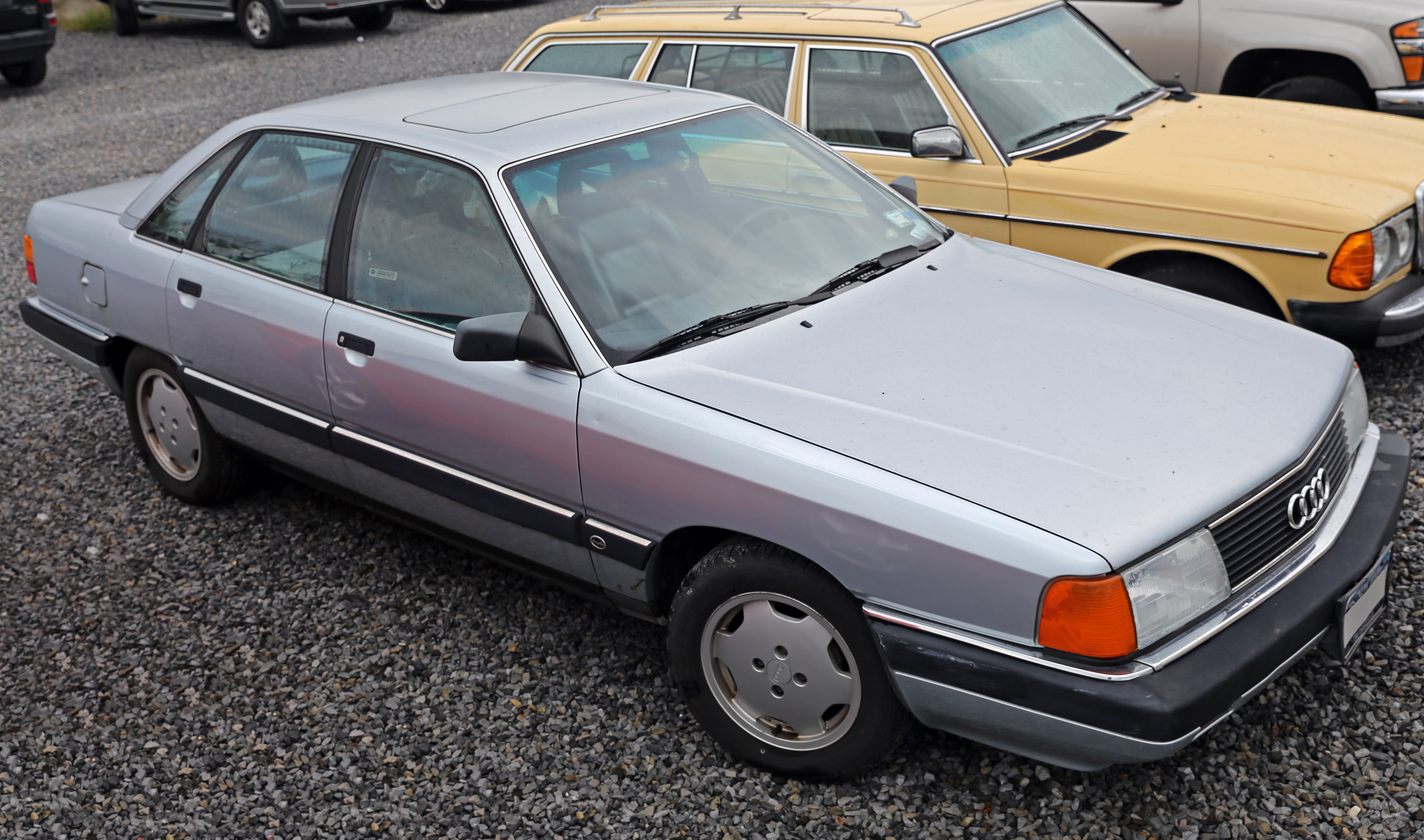
Version américaine de l'Audi 100
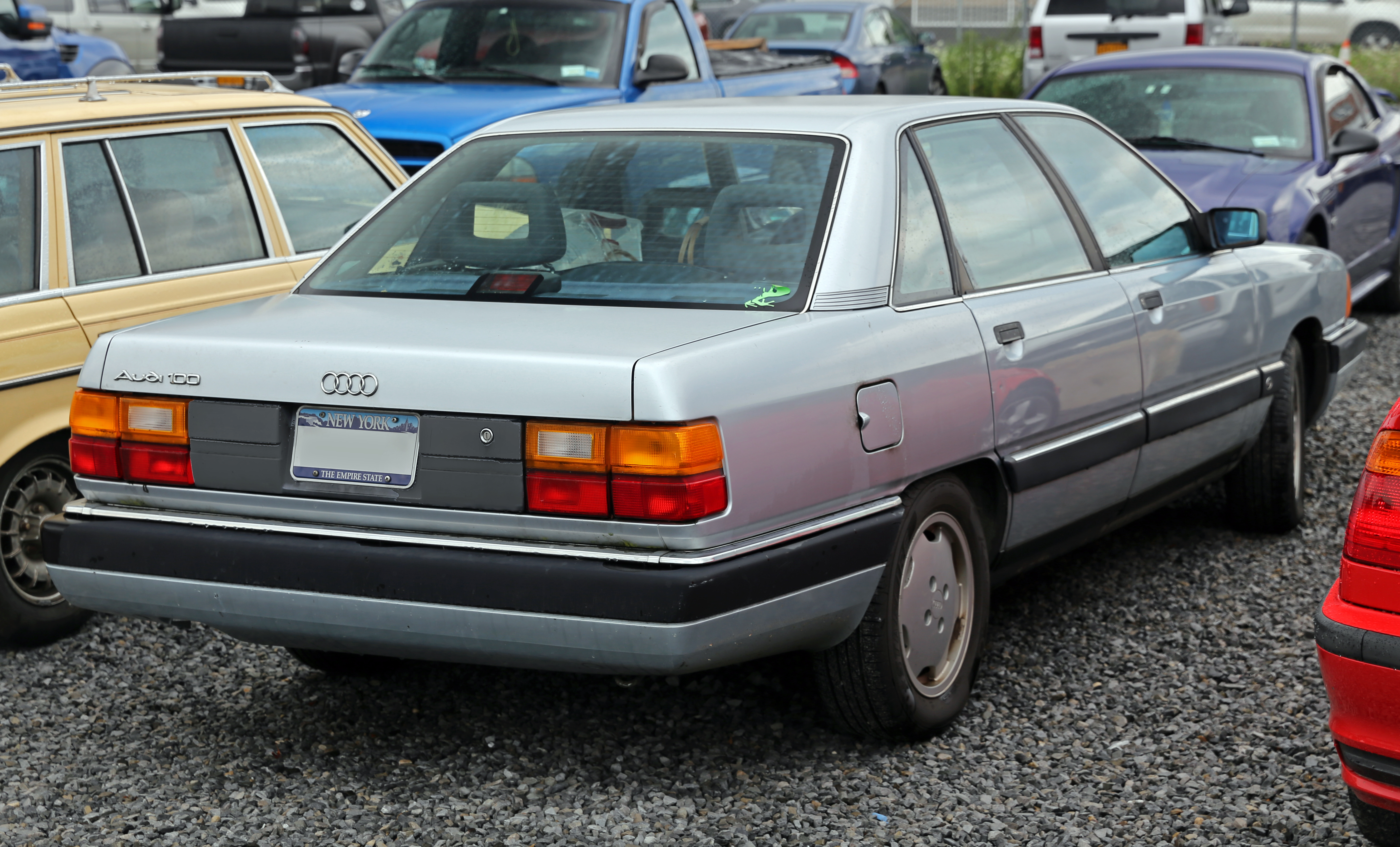
Version américaine de l'Audi 100 : vue arrière
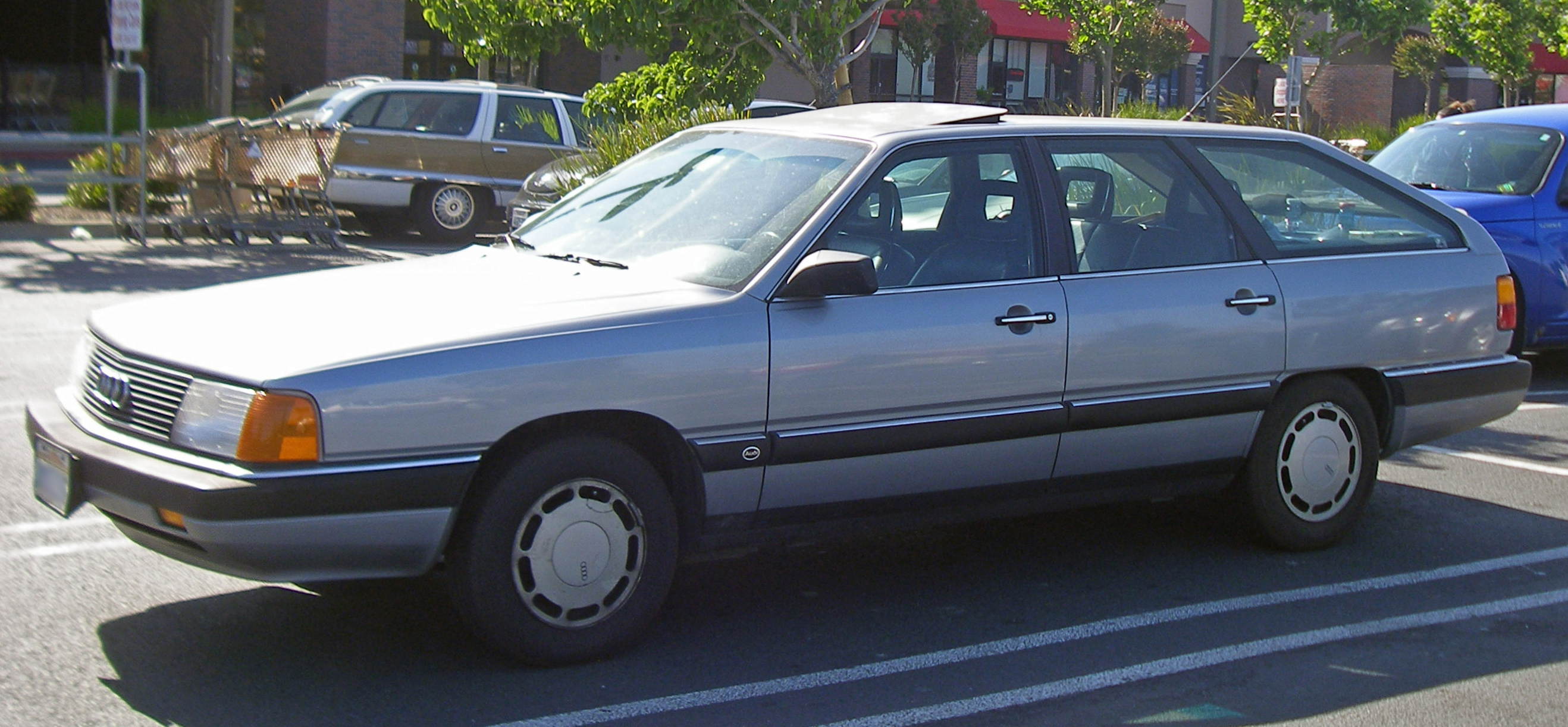
Version américaine de l'Audi 100 : l'Audi 5000
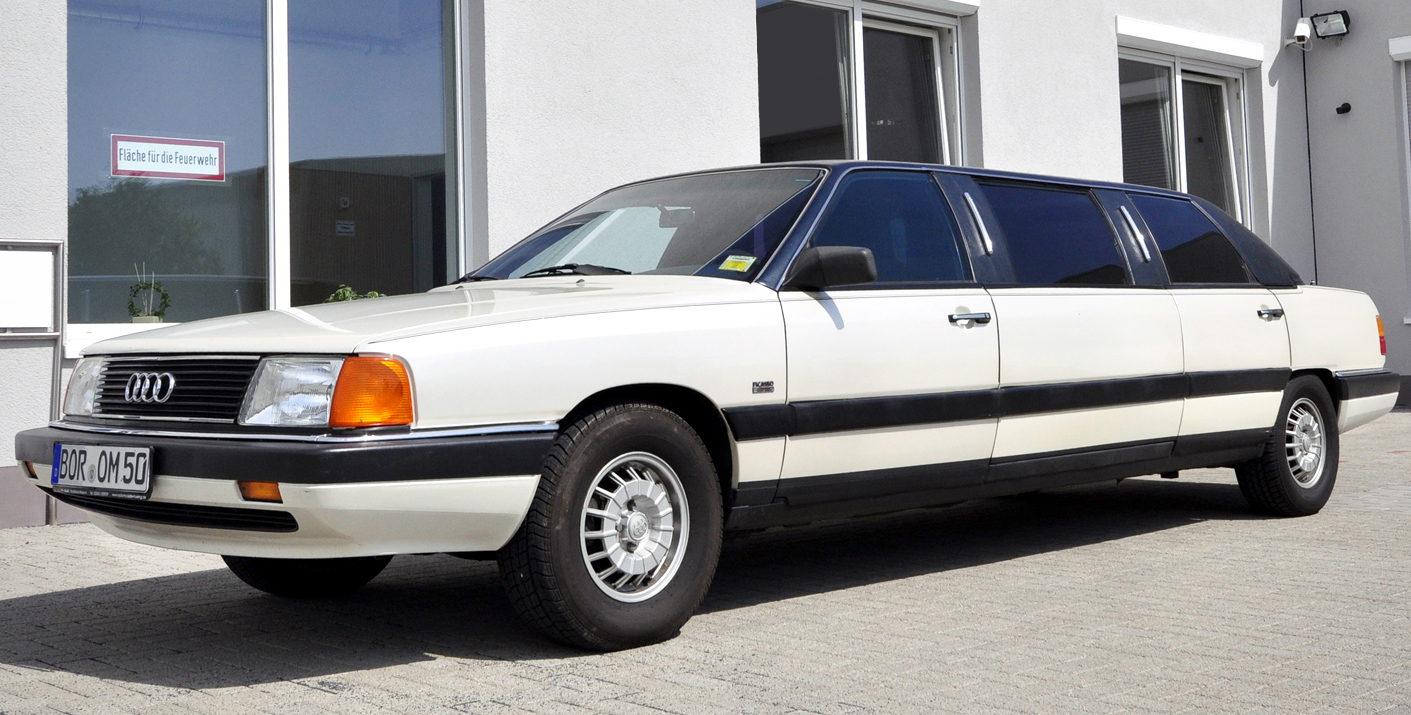
Version américaine en limousine

### Fabrication en Chine
Sous le nom de Hongqi ("drapeau rouge"), la C3 était produite en Chine de 1988 à 2004, sous la licence FAW de Changchun, en tant que berline représentative, parfois dans des variantes de carrosserie exotiques, voire en cabriolet quatre portes.
Dans une coentreprise appelée FAW-Volkswagen, l'Audi 100, avec le code de modèle 443, est sortie de la chaîne de production à partir de 1992. Initialement, les kits CKD fabriqués en Afrique du Sud étaient utilisés pour l'assemblage. À partir de 1994, lorsque la production de composants a commencé, le code du modèle était 4A2. Il y avait un choix de quatre moteurs différents. Le modèle le moins cher avait le moteur de 1,8 l d'une puissance de 66 kW (1 781 cm3, 90 ch). Le deuxième modèle avait le moteur de 2.0 l avec une puissance de 79 kW (1 984 cm3, 107 ch). Le modèle avec le moteur 2.2 l à injection de 96 kW (2 226 cm3, 131 ch) était un peu plus haut de gamme. Le meilleur modèle était celui avec le moteur de 2,6 l, qui délivrait 102 kW (2 598 cm3, 139 ch). À partir de 1995, il y avait des meilleurs modèles avec un nouveau moteur. Dès lors, le moteur de 2.6 l à injection d'une puissance de 110 kW (2 596 cm3, 150 ch) a été installé, il n'était auparavant utilisé que dans les berlines Hongqi. En 1999, la production de cette Audi chinoise a pris fin.

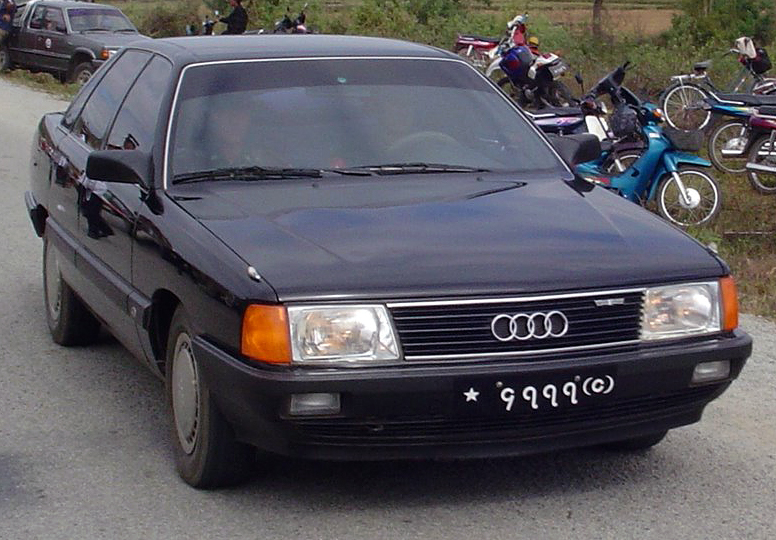
Une Audi 100 de la production FAW.
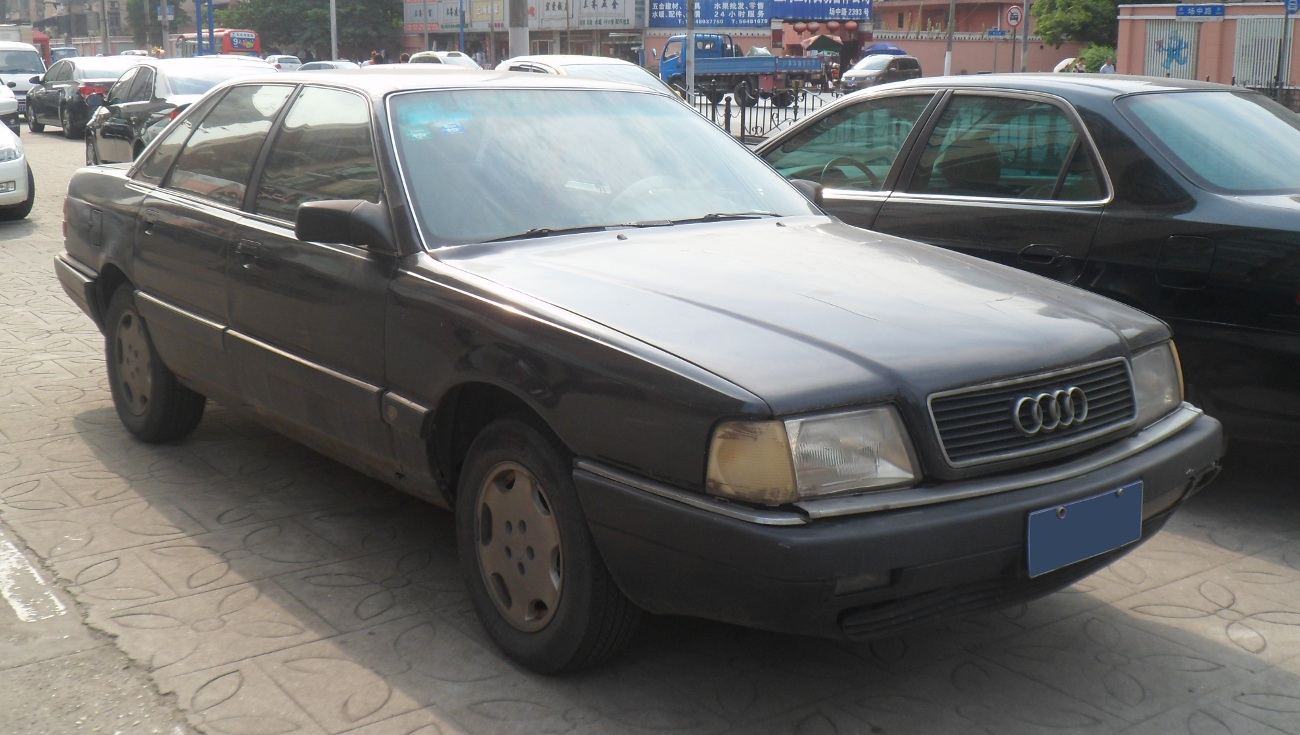
Une Audi 200 de la production FAW.
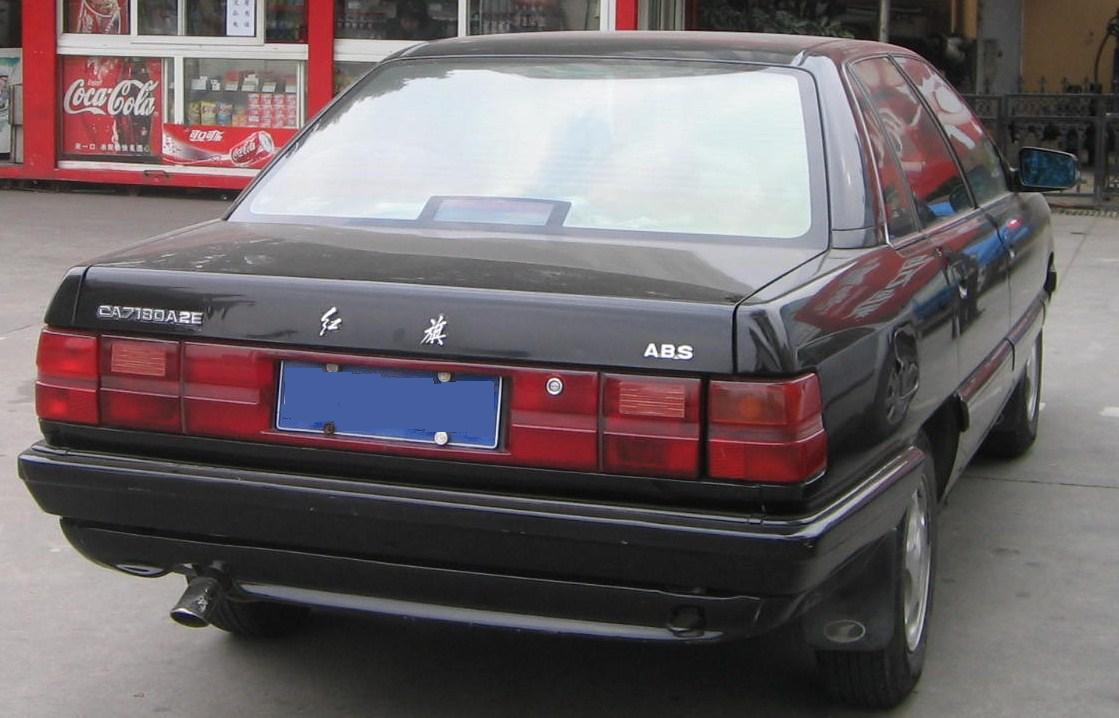
Vue arrière (CA7180A2E)